# 妖怪ウォッチの派生作品の登場キャラクター
妖怪ウォッチの派生作品の登場キャラクター（ようかいウォッチのはせいさくひんのとうじょうキャラクター）は、レベルファイブのコンピュータゲーム『妖怪ウォッチ』シリーズの派生作品である『妖怪ウォッチ シャドウサイド』『映画 妖怪ウォッチ FOREVER FRIENDS』『妖怪ウォッチJam 妖怪学園Y』、およびそれらを原作とするメディアミックス作品の登場キャラクターについての一覧である。
本編作品である妖怪ウォッチ、妖怪ウォッチ!、妖怪ウォッチ♪に登場するキャラクター系統については妖怪ウォッチの登場キャラクターを参照。
ゲーム版・アニメ版・コミック版の各媒体やシリーズごとでキャラクター設定が一部異なる点がある。

## 『シャドウサイド』の登場キャラクター
『映画 妖怪ウォッチ シャドウサイド 鬼王の復活』『妖怪ウォッチ シャドウサイド』『妖怪ウォッチ4』に登場する、30年後の世界の登場人物。前作とは設定が一部リブートされており、妖怪の種族も変更されている（イザナ族、ウワノソラ族、オマモリ族、オンネン族、ゴーリキ族、ツクモノ族、ミカド族、モノノケ族、鬼族、怪魔。『ぷにぷに』などのスマホゲーム内では便宜上、従来同様の分類）。

### 主人公
ハルヤ、ナツメ、アキノリ、トウマの4人の名前を合わせると「春夏秋冬」となり、これは終盤における重要な伏線となっている。
天野 ナツメ（あまの ナツメ）
声 - 上白石萌音（映画版・特別出演） / 悠木碧（テレビアニメ版・ゲーム版『4』）
ケータとフミちゃんの娘。13歳。さくら第2中学校2年B組。一人称は「私」。英語版での名前は「Summer Adams（サマー・アダムス）」。
正義感が強く、困った人を放っておけない性格。友達からも頼られる存在だが、流行には疎く、母親譲りのやや天然の傾向がある。弟のケースケやミッチーたちにはツッコミ役にも回る。運動系の部活に所属している優等生。幼いころからトウマのことを気にかけている。幼児時代に川で溺れた時、人間ではない「何か」に助けられた記憶を持つ。
二本の三つ編みをおさげにした渋い色をした茶髪で、|祖母に当たる2人の両親の母親の外見（ケータの母とフミちゃんの母）を合わせて隔世遺伝したかのような風貌になっている。窯元から強制アイドルプロデュースさせられた際、彼から「普通」の外見を指摘され腹を立てたり、アイドルのようなフリフリとした服装を好まなかった。ミッチーからつきまとわれることを嫌がる。見かけによらず、超メガ盛りラーメンを食べきるほどの大食。
エルダ魔導鏡＝妖怪ウォッチエルダにより持ち主と認められ、鬼王・羅仙を倒す戦いを繰り広げる。その後トウマ・アキノリらと共に「妖怪探偵団」を結成、街中の怪奇現象を探り妖怪退治をする。
学校では酒呑 ハルヤ（酒呑童子）とは同級生、島之内 厳流（洞潔）は担任である。彼らとの妖聖剣をめぐる戦いで、一時的に目が赤黒く変化し角の生えた鬼のような表情となり、超常的な力を発揮したことから“朱夏”の生まれ変わりと確信される。最終決戦で空亡に取り込まれた際に、生まれ変わるために強く思っていたスピリットを思い出し、朱夏へ覚醒した。
コロコロ版では再びグデングデン熱に感染したウィスパーたちを救う手がかりを得るために、「30年前に妖怪ウォッチを持っていた少年」を探すべくタイムスリップした先で父親のケータが当の少年本人だと知る。うんがい三面鏡の不調により強制的に現代（シャドウサイドの時代）に戻されたあと、ケータの記憶を刺激して記憶を取り戻すことに成功する。
朱夏
声 - 悠木碧
かつてエンマ大王以前に妖魔界を率いていた妖魔王の娘で、次代の妖魔王。かつて持っていた、空亡を必ず滅ぼすという強いスピリットによってナツメが覚醒した姿でもある。
後述の通り、空天が父の妖魔王を暗殺しようとしたのが嘘とは気付かず、捏造された証拠だけで空天を牢獄に追いやってしまった。自らがそばに居た者のことを信じてやれず、その結果悲劇を生んだことに悲しみ、白秋・玄冬と共に全ての真実を伝えた空天が成仏したときはナツメからスピリットごと離れ、空天および白秋・玄冬と共に成仏していった。
『4』では成仏せずそのままナツメに留まっており、『4++』では特定クエストをクリアすることで友達になれる（後述の白秋・玄冬・空天も同様）。
ナツメの変化
ナツヨミ
声 - 悠木碧
『ぷにぷに』のイベントである「妖魔人」で登場。ポカポカ族・ランクZZ。フュージョンウォッチの効果で月神ツクヨミの妖気がナツメと融合して生まれた正義の妖魔人。優しい月光で人々を照らし、自らの手で平和を守り抜く。
織姫ナツヨミ
声 - 悠木碧
『ぷにぷに』のイベントである「天の川超ニャンボ」で登場。ポカポカ族・ランクZZZ。織姫の姿となったナツヨミ。神聖な健脚で空を駆けまわりたくさんの星を降らせる。運よくその星屑に触れた者はどんな願いも叶うという。
クグツ ナツヨミ
声 - 悠木碧
『ぷにぷに』のイベントである「妖魔人」で登場。ポカポカ族・ランクZZZ。フュージョンウォッチにより少しずつ魂がむしばまれクグツ化したナツヨミ。妖しい月の光で人々を惑わせ世界を混沌へと陥れる。
ナツネ
声 - 悠木碧
『ぷにぷに』のイベントである「妖魔人特別編」で登場。プリチー族・ランクZZZ。キメラウォッチの効果で輪廻の妖気と融合し極悪妖魔人と化したナツメ。弟との大喧嘩で怒りが爆発し、妖魔界全体を恐怖で包み込む。
妖魔超人 ナツヨミ
声 - 悠木碧
『ぷにぷに』のイベントである「妖魔人」で登場。ポカポカ族・ランクZZZ。ユニオンウォッチを使い妖魔超人となったナツヨミ。美しく虹色に輝く月の光が暗闇に嘆く人々を包み込み、光あふれる世界へと優しく導く。
天野 ケースケ（あまの ケースケ）
声 - 戸松遥
ケータとフミちゃんの息子で、ナツメの弟。11歳。さくら元町第一小学校5年生。一人称は「オレ」。英語版での名前は「Tate Adams（テイト・アダムス）」。
劇場版では鬼まろにとり付かれ「カオデカ鬼」と化した。
怖がりな性格でUFOや幽霊といった非現実的な類を全く信じていない。当初は妖怪に遭遇しても「妖怪なんていない」「これは夢」と言い張り、意地でも認めようとしなかった。姉のナツメを追った先に妖怪探偵団の事務所（有星家のプレハブ）を発見したことで、妖怪にまつわる事件に巻き込まれてしまう。ナツメの妖怪ウォッチエルダを一時的に身に付けた影響か、それ以来妖怪が見えるようになる。
外見は父親である前作の主人公ケータの少年時代や、父方の曽祖父であるケイゾウの少年時代を彷彿させる。勉強の成績は平均的だが、カードゲーム「電光石火時代」や「VR戦記」などのゲーム好きな様子がうかがえる。ナツメの朱夏の前世の記憶によると、前世は朱夏の城にいた犬とのことである。
漫画版では主人公。アニメ版と比べて怖がりな面は薄く、ヒーローになることを夢見ている。
ゲーム版『4』では現代のケータたちが来た影響で、存在が消える危機にさらされてしまう。父・ケータが子供時代の姿で登場するためか、アニメと異なり妖怪探偵団には入っておらず、モブ的な立ち位置になっている。
ケースケの変化
ソラスケ
声 - 戸松遥
『ぷにぷに』のイベントである「妖魔人特別編」で登場。ブキミー族・ランクZZZ。キメラウォッチの効果で魔天・空亡の妖気と融合し極悪妖魔人と化したケースケ。大喧嘩した姉への腹いせに世界ごと消し去ろうとする。

### メインキャラクター（シャドウサイド）
月浪 トウマ（つきなみ トウマ）
声 - 千葉雄大（映画版・特別出演） / 長谷川芳明（テレビアニメ版・ゲーム版『4』）
13歳の男子中学生。2年A組。一人称は「僕」。両親（声 - 坂東尚樹（トウマの父）、笹本優子（トウマの母））が共働きで忙しく、友達もいない孤独な環境で育つ。顔立ちの整った美男子である反面、いつもどことなく物憂げだが、心優しい性格である。英語版での名前は「Cole（コール）」。
妖怪ウィルス「鬼まろ」と契約し、「鬼眼ギア」を使い鬼まろと共に人の悪意を集める手伝いをして、自分の存在を世に知らしめようとする。だが、鬼眼ギアがトウマの心の中に隠れていた良心に拒絶反応を起こし、トウマの心に邪気が侵食する。その後、ナツメと鬼太郎のお陰で目を覚まし、鬼太郎により邪気が浄化された鬼眼ギアがオーガ封珠鏡＝妖怪ウォッチオーガになり、持ち主として選ばれる。鬼王・羅仙が復活すると、ナツメやアキノリたちと共に羅仙を倒すことになる。羅仙との戦いで攻撃を受け、致命傷になり一度は命を落とすが、鬼まろたちが自身の命を捧げたことで蘇生した。
戦いを経てナツメたちと友人となり「妖怪探偵団」として活動する。妖怪ウォッチオーガにより4体の幻魔および剣武魔神を憑依させる能力を持つ。
妖怪探偵団メンバーの中では落ち着いた雰囲気だが、以前よりは感情が豊かになっている。また、ケースケやジュニアが分からない単語について説明したり、怪奇案件について他とは違う見方で分析し、仲間たちが気づけなかったことにいち早く気付くことが多いことから、頭脳明晰な一面もある。さらにはカードゲーム「電光石火時代」には熱い面を見せる。一方、他人の冗談めかした言葉を本気に受け取ったり、恋愛関係のことにはかなり鈍感である。ナツメやアキノリとは異なり小食。妖怪探偵団で友人を得た後も孤独を恐れている様子があり、敵妖怪にその心の隙を突かれることがある。絵が上手い。
ナツメ（朱夏）同様、かつて朱夏のもとに仕えていた玄冬の生まれ変わり。
玄冬
声 - 長谷川芳明
かつて朱夏に仕えていた一本角の鬼。トウマはこの玄冬のスピリットを持って生まれ変わっていた。
白秋と玄冬は空天が朱夏の父である妖魔王を暗殺しようとしていたことが嘘と気付いており、空天を陥れた証拠を見つけようとしていたが、それを良しとしない何者かが率いた軍勢に襲われた。空天の魂が救われたとき、朱夏・白秋同様スピリットは離れ、成仏していった。
トウマの変化
不ドウ魔
声 - 長谷川芳明
『ぷにぷに』のイベントである「妖魔人」第2弾で登場。王族・ランクZZZ。フュージョンウォッチの効果で不動明王の妖気がトウマと融合して生まれた正義の妖魔人。フドウ雷鳴剣を使いこなす力と、悪を見極める冷静な心を持つ。
クグツ 不ドウ魔
声 - 長谷川芳明
『ぷにぷに』のイベントである「妖魔人」で登場。王族・ランクZZZ。フュージョンウォッチにより少しずつ魂がむしばまれクグツ化した不ドウ魔。殺気を放ち本能のままにフドウ雷鳴剣を振りかざす。
妖魔超人 不ドウ魔
声 - 長谷川芳明
『ぷにぷに』のイベントである「妖魔人」で登場。王族・ランクZZZ。ユニオンウォッチによって妖魔超人となった不ドウマ。勇ましくも心穏やかに構え悪鬼羅刹を光の彼方に葬る姿は、まさに揺るぎなき守護者。
有星 アキノリ（ありほし アキノリ）
声 - 田村睦心
13歳の男子中学生。ふくよかな体（本人曰く「骨太」）に楽天的な性格というムードメーカー。一人称は「オレ」。英語版での名前は「Bruno（ブルーノ）」。
実家は代々妖気による占いを生業とする。祖母の光江を「おばば」と呼び、実家の神社で2人暮らしをしている。妖怪ウォッチなどのアイテムが無くても、裸眼で妖怪を見ることが可能。また祖母の作った「妖魔レーダー」を所持している。空中に五芒星を描き、光弾を放つ妖空術を使うことができる。14話で朱雀から幻獣を召喚できる「妖怪ウォッチアニマス」を貰った。
「妖怪探偵団」のリーダーを自称し、活動には最も積極的。アヤメが妖怪探偵団に加わってからは、たびたび彼女にいいところを見せようと奮闘する。
ジュニアからは「デブ」、洞潔からは「子豚」呼ばわりされているが、妖怪ウォッチアニマスを使用すると、幻獣召喚に必要なエネルギーが体内のカロリーから消費され、痩身のイケメンになる（召喚解除後は元の姿に戻る）。朱雀を元の剣武魔神の姿に戻せる「スザク蒼天斬」を取り戻す際、極度に痩せこけ老けてしまうが、大量のチョコボーを頬張りリバウンドする。
ナツメ（朱夏）同様、かつて朱夏のもとに仕えていた白秋の生まれ変わり。
白秋
声 - 村上裕哉
かつて朱夏に仕えていた二本角の鬼。アキノリはこの白秋のスピリットを持って生まれ変わっていた。
通常、幻獣召喚時はアキノリのカロリーを消費するが、この白秋の力が備わった最終決戦時は、アキノリは通常の体格のまま朱雀を召喚している。空天の魂が救われたとき、朱夏・玄冬同様スピリットは離れ、成仏していった。
アキノリの変化
アキノテラス
声 - 田村睦心
『ぷにぷに』のイベントである「妖魔人」第2弾で登場。フシギ族・ランクZZZ。フュージョンウォッチの効果で、アマテラスの妖気とアキノリが融合して生まれた正義の妖魔人。得意の妖術と守護神の力で正しき道を照らし、平和へ導く。
クグツ アキノテラス
声 - 田村睦心
『ぷにぷに』のイベントである
「妖魔人」で登場。フシギ族・ランクZZ。フュージョンウォッチにより少しずつ魂がむしばまれクグツ化したアキノテラス。わずかに照らされた希望の道も闇の妖術で消し去ってしまう。
妖魔超人 アキノテラス
声 - 田村睦心
『ぷにぷに』のイベントである「妖魔人」で登場。フシギ族・ランクZZ。ユニオンウォッチを使用して妖魔超人となったアキノテラス。悪しき宿命を払い除け、争いなき世界を実現させるべく、正しき道を照らしつづける。
酒呑 ハルヤ（さかみ ハルヤ）
声 - 遊佐浩二
ナツメのクラスに転校してきた、謎めいた美形の少年。人間界で"姫"と呼ばれる存在を探しているらしく、それに必要な5本の妖聖剣を求めている。正体は鬼族の妖怪・酒呑童子。人間に術をかけて操る能力を持つ。
当初は姫乃アヤメを"姫"と誤解し、アヤメに寄生していた女郎蜘蛛の要求に従い5本の妖聖剣と「伝説の男」探しに協力する。彼女の発言の趣旨を誤解してズレた行動を起こす場面もたびたびあった。妖怪探偵団によって女郎蜘蛛が倒された後、再び姫探しを始めた。
“姫”とはかつてエンマ以前に妖魔界を支配していた妖怪“朱夏”であり、朱夏の復活で鬼族による妖魔界の再支配が目的であった。ケースケをさらい妖聖剣との引き換えを画策した際に、一時的に鬼のような姿を見せたナツメに対し、彼女こそ朱夏の生まれ変わりと確信、これまでの態度を一変して彼女に付き従うようになる。
姫乃 アヤメ（ひめの アヤメ）
声 - 村川梨衣
第15話でトウマのいる2年A組に転校してきた「十万年に一度の美少女」。髪型はカーキ色のツインテールで、目元に逆さハート型の下まつ毛がある。愛称は「ヒメアヤ」。
勉強とスポーツ万能の才色兼備で、人に優しく包容力や感受性と優しさを併せ持つ。また見た目に反して空手の有段者。怪奇案件を起こした妖怪に対しても優しく、怖いものに対して挑めるタイプ。
さくら元町に引っ越してきて早々、当の本人ですら困るほど、男女を問わずサインを求められたり、同級生からファンクラブ結成やニックネームをつけられるほどの、アイドル並みの人気を集めている。潜在的に妖怪を視認できて、アキノリと同じ妖術を使う能力を持っている。
ハルヤからは、探していた"姫"であると付きまとわれて困惑していたものの、その後一時的に目が赤黒く変化し、もう一つの人格が覚醒し始める（覚醒中はアヤメ本人はそのことを認識していない）。
その正体はハルヤの探す"姫"ではなく、彼女がかつて女郎蜘蛛を封印した美しき伝説の男と呼ばれる霊媒師の子孫であり、その因縁から女郎蜘蛛が取り憑いていたためであった。呪いにより瀕死に陥るも、女郎蜘蛛が倒され復帰後は、護身としてアキノリとおばばに妖空術の特訓を申し出るが、特訓を始めたそばからハート型の光弾を放つ強力な術を体得する。
ゲーム版『4』では、さくら元町商店街で行われた『さくらプリンセス★コンテスト』に出場した縁で、同じく出場したナツメたちと出会う。

### 先生とクラスメイトたち

#### ナツメのクラスメイト・担任 （2年B組）
町田 早希（まちだ さき）
声 - 安野希世乃
ナツメの友人。
お節介焼きで好奇心旺盛で友達思いな性格。可愛いものが大好きで、幼いころ、バレエ教室に入りたいと考えたこともある。実は噂好きでコックリさんの祟りも詳しい。
島之内 厳流（しまのうち がんりゅう）
声 - 森川智之
ナツメのクラスの担任教師で体育担当。
穏やかな性格で男女生徒から人気は高く、ナツメとトウマからも信頼されている。
その正体は妖怪・洞潔。
河合
声 - 川村海乃
オシャレ雑誌に興味を示している純粋な性格。
細川
声 - 佐藤はな
おっとりした性格。
恋愛話が大好きで、ナツメとハルヤが仲良くしているのを羨ましがっていた。
二階堂
声 - 佐藤恵
ゲーム好きな少年。
活発で冷静な性格だが、暗黒騎士に襲われたトラウマを持つ。

#### ケースケのクラスメイト（5年2組）
コージ
声 - 佐藤はな
ケースケの友人。細身の体格で黄色の帽子がトレードマーク。
陽気でお調子者だが、面白半分で騒ぎを起こしたり巻き込まれたりしてしまうトラブルメーカー。人一倍怖がりで、ジンゲキを見て気絶する。マナミに好意を抱いている。
タンク
声 - 矢野龍太
ケースケの友人。大柄な体格で大砲のようなリーゼントがトレードマーク。
短気な性格だが、もったいない男に取り憑かれたケースケを心配したり、ジンタに命を狙われているコージを助けたりするお人好し。
八品マナミ
声 - 鈴木絵里
しっかり者の優等生。
人体模型が好きで、故人である祖母の真千子も学校の児童。ジンタと妖怪探偵団と話し合っているところを目撃した影響のせいか妖怪が少々見えている。
ミサキ
声 - 稲川英里
マナミの友人。人懐っこい性格。
掃除ロボットのオールマイティを所有して「オーちゃん」と名付けて家族として大切にしている。
好奇心旺盛のため、友人たちとはぐれることもあるが、裏社会に首を突っ込むこともあり、マナミ同様、少々妖怪が見える。

### その他の人間
有星 光江（ありほし みつえ） / おばば
声 - 真山亜子、田村睦心（少女時代）
アキノリの祖母。アキノリと同じく妖術を使え、占いや霊視、妖怪にまつわる道具開発を得意とする。妖怪ウォッチや鬼太郎のことにも詳しい。妖怪ウォッチや鬼まろの反応を探知できる「妖魔レーダー」を作る。コミック版ではアキノリと一緒に回復術を使っている。
ノリの良い性格で、アキノリにノリツッコミをしたり、家が神社であるにもかかわらずクリスマスのお祝いが好き。
若いころは周囲で評判の美少女で、道具開発の才能も発揮していた。飼い犬の信繁（コマさん）とカエル（コマじろう）が死んで妖怪になったのは、当時の彼女が狛犬像を誤って落としたのが原因である。
テレビアニメ版では冒頭のナレーションで、登場妖怪にまつわる解説をする。
ゲーム版『4』では、妖怪ウォッチのランクアップをさせてくれる。
ナツメの父（天野景太）
声 - 佐藤健輔
成人したケータ。41歳。劇場版ではエンディングに登場（台詞はない）。
少年時代は「普通」にコンプレックスを抱いていたが、成人した現在では「普通」の生活が気に入っているとのこと。妖怪のことは全て忘れてしまっているようだが、子供のころにいろいろな経験をしたことは覚えている。
コロコロ版ではドウによりグデングデン熱に感染させられたことで妖怪の記憶を完全に失っていたが、娘のナツメの説得で妖怪の記憶を思い出し、最初に使用していた妖怪ウォッチと妖怪メダルを持ってウィスパーらがいる霧立神社に駆け付けた。事件の解決後はナツメらと共に、他の妖怪たちの記憶を取り戻すことを決意した。
ゲーム版『4』では、現代のケータ・フミちゃんを見ると「幻が見えるなんて寝不足かな〜」というセリフを話す。
ナツメの母（天野文花）
声 - 遠藤綾
成人したフミちゃん。41歳。旧姓は「木霊」。劇場版では鬼まろにとり付かれ「カオデカ鬼」と化した。
ゲーム版『4』では、現代のケータ・フミちゃんを見ると「あれっ…？ あなた…。ええっと そんなわけないか」というセリフを話す。スタッフロールでは「天野文花」と表記。

#### ゲストの人間
駄菓子屋のおばあちゃん
声 - 佐藤はな
駄菓子屋「もとまち」のおばあちゃん。
ジュニアの姿も見え、交流がある。かつてポチという名前の白い犬を飼っていた。
城田 雄介（しろた ゆうすけ）
声 - 浅利遼太
さくら元町で暗躍していたストリートギャングのリーダー格。高校生。
部下を使い捨てのように利用したりケースケを含めた目撃者を東京湾に沈めたりする冷酷な性格。
フクロウの矢で悪意が増幅して怪魔化するが、倒されたことで元の人間に戻った。
マサキ
声 - 藤原夏海
さくら元町第一小学校6年生の男子児童で、チャーリーの自転車時代の持ち主。「やりぃ！」が口癖で活発な性格。
自転車時代のチャーリーを大事にしていたが飽きてしまい、そのまま放棄した。そんな卑怯な心でフクロウの矢に当たられ、チャーリーを暴走させるきっかけとなった。
アニメでは、両親（声 - 露崎亘〈マサキパパ〉、相川奈都姫〈マサキママ〉）も登場した。
アズサ
声 - 小堀友里絵
花屋「HANA-BATAKE」の従業員。
クールでぶっきらぼうな性格で、いつも水やりやっているときは悪口ばかり言うばかり（そのため、パックンを除いた植物たちに嫌われている）だが、植物が好きは好きでジョウロを武器にしたり、客人に「ちゃんと花を育てるように」としつけ、水やりをせず花を枯らせてしまった客人の家に怒鳴り込んたりするほど心強い。気持ち悪くて売れ残ってしまった食虫植物を「売れ残り」とあだ名をつけている。仕事帰りの夜に顔さけ女を目撃する。驚いたどころかあまり怖がっていないかのように妖怪が見えているらしい。
ノボル
声 - 浅利遼太
マグロ三味の若大将。慎重で明るい性格で心優しい青年。
父親を亡くした後、ヅケ丼の作り方を変えてしまったせいで客も手前も減ってしまうが、マグロドンに魚市場まで連れていかれ、ヅケ丼の作り方のノートを渡された。妖怪になった父親であるホンマグロ大将に「付けというのは一番寝かせる温度が大事」と教え励まされる。その後、ついに父親の味を完成することができた。妖怪探偵団を最初のお客としてヅケ丼を食べさせた。
白鳥沢マヤ
声 - 日野未歩
仕事をうまくいかなくなった女優。本名はキノ。
幼いころ、活発な少女でマッシュルームカットをしていたため、無敵になった気持ちになっていた。マッシュバーバー（コウ）の初恋の相手でクラスメイトの男子2人に「キノココンビ」とからかわれても「マッシュルームは世界を救うのよ」と言い返した。マッシュバーバーの理容店にイメチェンするためにマッシュルームカットを注文した（彼女にはマッシュバーバーが生前のコウに見えた）。彼に「世界を救えそうですか？」と言われると、ようやく幼馴染のコウだと気づく。その後、映画「スペースウォーズ」のヒロインに選ばれ、その影響で世間はマッシュルームカットブームになった。
ミホ
声 - 日高里菜
エミちゃんの娘で、ジバニャンが出会った女子高校生。
母親と同じファッションデザイナーになるのが夢。死神に命を狙われていたところをジバニャンに助けられた。母親の遺伝で妖怪が見える。
ミホの母
声 - 安野希世乃
成人したエミちゃん。ファッションデザイナーの夢を叶えている。夫は不明。
アカマルと一緒に映っている写真を大事に飾っている。第11話でジバニャンと再会する。
千堂 レイ（せんどう レイ）
声 - 世戸さおり
100%的中すると言われる「パーフェクト占い師」の女性。元々ただの占い師で、的中能力はハルヤから貰ったもの。欲しいものは何でも欲しがる傲慢な性格。
トウマから妖聖剣を奪うためにトウマを占いで誘いこみ、呪いをかけたり妖聖剣を含むトウマの大切な物を奪うなど苦しめた。最後はハルヤに用済みとされ、記憶を奪われて外へ放り出され、自分が誰なのかわからず彷徨うことになった。
崎山 ケン（さきやま ケン）
声 - 柳田淳一
特撮番組「仮面チャリダー」などに出演している、人気のイケメン俳優。
Dr.カメレオンにイケメンオーラを吸い取られる。生前のDr.カメレオンの共演相手であり、彼が亡くなった後も信頼している（本人曰く「『仮面チャリダー』にとってはライバルであり、自分にとっては憧れのヒーロー」）。
アニメ版『妖怪ウォッチ！』にはケータの時代の人気俳優として「崎山ケンイチ」という人物が登場している。
セイラ
声 - 清都ありさ
歌うのが大好きで明るくてさっぱりした性格。
幼いころにまだ普通のモミの木だったモミーと出会い「モミー」と名付けて友達になった女性。高校卒業後にさくら元町へ引っ越すことになり、モミーと再会の約束をした。ナツメたちや妖怪たちが彼女の自作の歌を歌っているのを聞いて「うすらぬら」に登録した。その後、アキノリの書き込み通り、自作の歌を歌っているモミーと再会を果たした。

#### 「うすらぬら」に登録した人間と怪異事件の被害者たち
リョウ
声 - 佐藤はな
ネガティブな性格。中学生。
ユウト
声 - 布施川一寛
しっかり者で真面目な性格。
いつも弟のイクオと喧嘩ばかりしているが、家族との仲は良好的である。
イクオ
声 - 相川奈都姫
ユウトの7歳の弟。
生意気でわがままな性格。いつも兄のユウトと喧嘩ばかりしているが、兄が大好き。
マサオ
声 - 浅利遼太
妖怪が少し見えているため根暗な性格だが、サッカー好きで友人思い。
ゆみ
声 - 川上彩
内気だが弟思いの少女。
ドジを踏んでばかりの弟を嫌う両親とは不仲で、弟に何かあった時に助けを求めても信用されない。
たかし
声 - 佐藤はな
ゆみの弟。
ドジを踏んでるため両親から嫌われているが、姉想いの大人しい性格。
ダイチ
声 - 浅利遼太
陰気な性格。
カイト
声 - 長谷川芳明
控えめな性格。
ヒナコ
声 - 小堀友里絵
母想いの優しい性格の女の子。
リコ
声 - 逢田梨香子
明るい性格で好奇心旺盛な女の子。
ジュンイチ
声 - 岡本幸太
臆病な性格だが、弟思いの中学生。
シュン
声 - 布施川一寛
二階堂のゲームの対戦相手である大学生。

### 前作から登場する妖怪
先述の通り前作から設定が変更されている妖怪（同名の別個体）もいるが、前作の登場キャラクターと名称表記が同じものはこの欄に記載する。
ウィスパー
声 - 関智一
ウワノソラ族 / ニョロロン族（『ぷにぷに』）。執事らしいタキシードのような服と紫色の頭髪が生えている。
エンマ大王の使いという役職についていた後、妖怪ウォッチに関する全般を任され、人間界で妖怪ウォッチエルダに選ばれし人間を探していた。
鬼まろに狙われていたナツメを亜空間に誘い込んだり、妖怪パッドをエルダにリンクさせることで妖怪SNS経由で日本中の妖怪たちからパワーを集め妖怪ウォッチ（エルダ・オーガ）をパワーアップさせることもできる。物体をすり抜けて移動できるため、迷路のように入り組んだ施設内でも自由に探査し目標物を捕捉できる。また妖怪が近くに潜んでいる際、匂いで妖気を感じ取ることもできる。自身の戦闘能力はほぼ皆無だが、怒り心頭に発した際には全身にオーラを纏ったうえでのロケットのような頭突き攻撃を繰り出し、妖怪をノックアウトしたことがある。斬撃で身体を真っ二つにされることがあるがダメージは無い。
鬼王・羅仙の事件終結後は妖怪探偵団と一緒に行動している。ミッチーと共に、呼ばれていないのに現れたりオヤジギャグで笑いあったりとコメディ役に回ることも多い。
コロコロ版では当初は他の妖怪と同様にケータのことを忘れていたが、シャドウサイドの1年前にエンマ大王に妖怪ウォッチエルダの所有者を探すよう命じられた際に断片的に記憶を思い出す。ナツメやケースケがエルダに選ばれて以降はもっぱらケースケの妖怪執事として活動している。2巻ではドウにより再びグデングデン熱に感染させられるが、記憶を取り戻したケータによるウィスパーの知識を必要とする声を聞き、過去の記憶を完全に取り戻した。
アプリゲーム『妖怪ウォッチぷにぷに』では名前が「ウィスパー2040」と表記されている。
ゲーム版『4』では、現代のウィスパーと張り合う場面が多い。
ジバニャン
声 - 黒田崇矢、小桜エツコ（過去の姿）
モノノケ族 / プリチー族（『ぷにぷに』）。かつて数々の妖魔を倒した伝説の猫妖怪とされている。一人称は「オレさま」。口癖は語尾に「～ニャン」と付ける。
変身時は一旦腹巻きの中に体を覆い、シャドウサイドではトラックを真っ二つにするほどの戦闘力を発揮できる。必殺技は「百猫烈弾」。ナツメたちと出会うまで人間とは距離を置き、様々な地を放浪していた。鬼王・羅仙との戦いを経て妖怪探偵団に協力することになる。
強面な外見で高圧的でぶっきらぼうな態度をとり、初対面のナツメからの協力要請にチョコ2トンを要求したりもしたが、道路に飛び出した猫を助けた彼女を見て考えを変えたり、面倒くさがりつつも自ら人間や仲間のピンチを救ったり、情に厚いところがある。タイヤが付いているもの（妖怪）には負けないと自負しているが、水が苦手。海辺で召喚された時は機嫌を損ね自ら帰ってしまったこともある。普段は廃ビルを住処にしている。好きな俳優は「ニャン・レノ」。
第11話やコロコロ版2話では成り行きで死神たちから守った少女ミホの母親であるエミちゃんに再会した際、忘れていたエミちゃんに関する記憶を取り戻し、一時的に30年前の姿に戻った（アニメのみ）。またウィスパーに必殺技を繰り出した時に過去の姿をフラッシュバックしたことがある。さらにコロコロ版ではケータに召喚されたことで、ケータとの思い出を含めた過去の記憶を完全に取り戻した。
コマさん
声 - 平川大輔
オマモリ族 / プリチー族（『ぷにぷに』）。マイペースでのんびりした口調で話す。一人称は「俺」。
ライトサイドは白い大型犬のような姿で、座った姿勢で空中に浮かび移動する。シャドウサイドに変身するとたてがみが生え、より狛犬らしい荒々しい姿になる。必殺技は歯型状のゲートから巨大な狛犬を落下させ敵を押し潰す「落下犬岩石」。
生前は有星家で飼われていた犬「信繁」であり、神社の狛犬像の下敷きになって死んで妖怪になった（妖怪アークはアキノリが母の形見として所持していた）。その経緯から命に関しては達観したような発言をすることもある。自分の縄張りと決めたところにマーキング＝オシッコをする癖があるが、劇場版ではこのオシッコでナツメたちが囚われたバリアを解いたことがある。
ゲーム版『4』では、現代のコマさん・コマじろうと対面し「名前が同じだけで赤の他人」と明言している。
コマじろう
声 - 遠藤綾
オマモリ族 / プリチー族（『ぷにぷに』）。生前のコマさん（信繁）と兄弟のように仲が良かった黄色のカエルが、コマさんと同じ時に狛犬の下敷きになって妖怪化した。名前はコマさんが弟分の意味で名付けた。コマさんの頭に乗るのが気に入っている。一人称は「オラ」で、口癖は「もんゲーロ」。
ライトサイドは小さなカエルの姿で、シャドウサイドになると頭身が伸びるが「ヒョロい」と言われるのを嫌う。必殺技はコマさんと同様に口から巨大なカエル像を落とす「落カエル岩石」。
一見無邪気そうだが正義感の強い性格。また「カエルの天敵は蛇」ということでミッチーに敵対心を持つが、彼の男気に惚れて信頼を抱いた。
コマさん同様、現代のコマじろうとは赤の他人であり、ゲーム版『4』では現代のコマじろうに「あの姿（シャドウサイド）じゃなくてホッとしたズラ」と言われている。
ミッチー / ミツマタノヅチ
声 - 小野坂昌也
ウワノソラ族 / ウスラカゲ族（『ぷにぷに』）。ノリの軽いコメディリリーフ。
妖怪ガシャに封印されていたが、ウィスパーの最終試験でナツメがガシャを回したことで封印から解除される。ナツメに倒されて以降は彼女に対して「姫を守るナイト」を自称し、召喚されなくても「ボランティア」として戦いに参加する。たびたびナツメに余計なお節介をして、その度に彼女から疎まれている。一人称は「私」、口癖は「シュピーン」と「はひ〜ん」。
ライトサイドでは、全身紫色の体でピンク色の顔に一つ目で、肩パッドはシャドウサイド時の両端二つの頭になっている。元が魔獣型妖怪であるゆえにアクティブな人型妖怪に憧れて筋トレに励んでおり、ヒーロー然とした筋肉ムキムキの人型だが、見た目に反し戦闘力はさほど強くない。相手を一定期間石化させる能力「ミッチービーム」を持つが、自分よりランクが高い妖怪には効果がない。32話では弱体化した女郎蜘蛛に止めを刺した。
シャドウサイドでは巨大な三つ首の大蛇型妖怪のミツマタノヅチになり、敵の妖怪を自身の体重で押し潰すことができる。
コロコロ版ではナツメを慕うのは、妖怪の自分に対しても怖がらずに接してくれたから、という理由になっている。また「ミッチー」の名付け親もナツメとなっている。
ゲーム版『4』では、暴走状態のシャドウサイドで現代のおおもり神社に現れ、ケータと対峙する。またマップの至るところに「ミツマタマーク」（通称：隠れミッチー）を仕込んでおり、これを見つけ出すことがやり込み要素の一つになっている。
ハイパーミッチー / ミツマタギドラ
声 - 小野坂昌也
ウワノソラ族 / ウスラカゲ族（『ぷにぷに』）。ミッチーの強化形態で、3分間だけこの姿になることが可能。ただし本人が前口上に時間を使ってしまい、あまり役に立たない。
アニメ版ではシャドウサイドは未登場。
ニューイヤーミッチー
声 - 小野坂昌也
『ぷにぷに』のイベントである「妖魔人
特別編」で登場。ウスラカゲ族・ランクSSS。新年会が開催されると聞き大急ぎで駆けつけ一番乗りで会場に到着したが、断じてナツメの晴れ着姿を見たかったとかではないらしい。
めだまん坊
声 - 小野坂昌也
ウワノソラ族。ゲーム版『4』に登場。
ミツマタノヅチの口内にある目玉を抜き出すと現れる小柄な分身体。
酒呑童子（しゅてんどうじ）
声 - 遊佐浩二
鬼族 / イサマシ族（『ぷにぷに』）。劇場版では終盤に登場。
「姫」を見つけ出す目的で鬼王・羅仙の復活を早めた。先述の酒呑ハルヤの正体。60年前には先代閻魔大王の息子・紫炎に付いていた。
アヤメに憑依していた女郎蜘蛛を一時期「姫」と誤解し、利用されていた。その後女郎蜘蛛に妖力を吸い取られるが、トウマが憑依させた玄武により解放され、女郎蜘蛛に反撃する。
空亡戦では、妖怪探偵団と妖怪たちと共に人間界と妖魔界を守るために戦った。終戦後、「人間界では退屈じゃなかった」と呟いて、どこかへ去って行った。
ゲーム版『4』では、「姫」探しのために未来と過去をつなげる扉を設けたため、未来の妖怪が行き来する原因を作り上げた。
メラメライオン
声 - 矢部雅史
ゴーリキ族 / イサマシ族（『ぷにぷに』）。炎を操るライオン妖怪。青龍の仲間の1人。
漫画版では人にやる気を出させる能力を持っている。さくら元町を猛暑にした上で、住民に無理やり散歩やランニングをさせていた。元々は人間が目標達成する顔が好きで人をやる気にさせていたが、いつの間にかやる気を一方的に押し付けるようになっていた。不動明王に邪心を祓われたことでそれに気づき改心し、自分を認めた上でアドバイスを送ったケースケにアークを渡す。
ゲーム版『4』では、「熱血魔人」と噂され、陸上選手に取り憑いていた。
キュウビ
声 - 矢部雅史
モノノケ族 / フシギ族（『ぷにぷに』）。狐の妖怪。
ライトサイドは着物姿の人型だが、シャドウサイドで完全な九尾の狐となる。
アキノリの神社の蔵に彼のアークがあったらしく、ビルでの戦いでナツメに手渡される。
犬神
声 - 矢部雅史
モノノケ族 / フシギ族（『ぷにぷに』）。
ふぶき姫
声 - 遠藤綾
オンネン族 / プリチー族（『ぷにぷに』）。冷気を操る女性妖怪。青龍の仲間の1人。過去の妖魔界でスナックゆきおんなを経営している。
漫画版では彼女のアークをナツメに渡したのはウィスパーになっており、大量のカオデカ鬼を氷漬けにして動作不能にする活躍を見せた。
ゲーム版『4』では、扉を通して現代のさくらニュータウンに現れ、現代のふぶき姫ファンである妖怪たちを夢中にさせる。
百鬼姫
声 - 遠藤綾
オンネン族 / プリチー族（『ぷにぷに』）。
ひも爺
声 - 宮澤正
オンネン族。敵の養分を吸い取り砂状に干からびさせる能力を持つ。アキノリがアークを持っていた。
漫画版では前作に近い、相手を空腹にしてやせ細らせる能力になっている。
ゲーム版『4』では、扉を通して現代に現れ、ケータが始めに出会うシャドウサイド妖怪となる。
雷オトン
声 - 宮澤正
ゴーリキ族。電気を操る雷親父の妖怪。青龍の仲間の1人。ライトサイドは着物姿の老人のような見た目となっている。
青龍（せいりゅう）
声 - 置鮎龍太郎
オマモリ族 / ニョロロン族（『ぷにぷに』）。先祖代々龍見川を守護している龍の妖怪。かつてサイズが小さかったころに子供に虐められていたところを幼少期のナツメに助けられ、その恩からナツメを見守っていた。後に川で溺れた幼少期のナツメを助けて石のお守り（実際は妖怪アーク）を渡す。鬼王・羅仙との戦いの際に羅仙の攻撃でナツメが川に落下した際に、自動的にアークがエルダに挿入されたことで召喚され再会を果たす。ナツメにメラメライオン・ふぶき姫・雷オトンのアークを手渡し、羅仙と戦う。
蒼龍（そうりゅう）
声 - 置鮎龍太郎
青龍が幻獣として覚醒した姿。ゲーム版『4』で登場。
オロチ
声 - 柳田淳一
ゴーリキ族 / ニョロロン族（『ぷにぷに』）。強さを求めて全国をさすらう妖怪。移動にはバイクを使用する。ライトサイドでは人型だが、シャドウサイドでは龍のような蛇の姿となる。
さくら元町に流れ着いた時に地下水道で捨てられた動物たちを目撃し、人間からペットを解放しようとトイレや用水路を経由してペットたちを誘拐した。実は人間だけでなく動物嫌いで、奴隷のように眠らせていた。妖怪探偵団との戦闘では幻獣を圧倒するが、マナミの飼い犬のテリーが飼い主を守ろうと戦う姿を見て心を改め、ペットを解放した。その後、居場所のない動物をこっそり拾い、大切にするようになった。
ゲーム版『4』では、ミッチー主催によるヘビ妖怪のバトル大会「H-1グランプリ」に出場。
影オロチ
声 - 柳田淳一
ゴーリキ族 / ニョロロン族（『ぷにぷに』）。
うんちく魔
声 - 朝倉栄介
オンネン族 / ウスラカゲ族（『ぷにぷに』）。知識豊富な熊の妖怪。
トイレの中から現れ、壁にうんちくを書き込んでいる。人間がオロチのテリトリーに近づかないよう脅かしていた。
ツチノコ
声 - 笹本優子
オマモリ族 / ニョロロン族（『ぷにぷに』）。
本来幸運をもたらす妖怪とされるが、分身を赤い四つ葉のクローバーにして野原に紛れ込ませ、それを触った人から幸運を吸い取り不幸にさせていた。妖怪になる前の白蛇だった時、病院で自分を助けてくれたエリカの手術が成功するよう幸運を集めることが目的だった。
麒麟（きりん）
声 - 奈良徹
ポカポカ族（『ぷにぷに』）。今作では幻獣として登場。妖魔界にある双剣山でスザク蒼天斬を守っていた。
ワカメくん
声 - 新祐樹
ウワノソラ族。ダンスユニットのメンバーだったが、段々萎れて体が痛み踊れなくなっていた。
エピソードのラストでメカブちゃんを励ますために再び踊れるようになった。
コンブさん
声 - 佐藤健輔
ウワノソラ族。ワカメくん同様踊れなくなっていたが、エピソードのラストで踊れるようになった。
メカブちゃん
声 - 日野未歩
ウワノソラ族。ワカメくんとコンブさんが踊れなくなったため、公園でバレエの練習をしていた少女と一緒に踊るようになったが、その少女が来なくなり（もともと病弱だった彼女が病死したことを知らなかった）、一緒に踊る仲間が欲しい気持ちが強まり空亡ウイルスに感染した。感染後は人間に化けてバレーシューズを渡し本人の意思とは無関係に踊らせた。
うんがい鏡
声 - 宮澤正
ツクモノ族。人や物をワープさせる組合を運営している鏡妖怪。
日ノ神（ひのしん）
声 - 矢部雅史
ウワノソラ族 / ウスラカゲ族（『ぷにぷに』）。6本の腕と想像力を巧みに操り絶え間なく創造を続ける妖怪。
土蜘蛛（つちぐも）
声 - 浅利遼太
ゴーリキ族 / ブキミー族（『ぷにぷに』）。
大ガマ
声 - 日野未歩
オマモリ族 / ゴーケツ族（『ぷにぷに』）。
ブシニャン
声 - 黒田崇矢
ゴーリキ族。
しゅらコマ
声 - 平川大輔
ゴーリキ族。
山吹鬼
声 - 矢部雅史
鬼族。
女郎蜘蛛（じょろうぐも）
声 - 沼倉愛美
オンネン族 / ブキミー族（『ぷにぷに』）。五百年前に若くて美しい男を好み、血肉だけではなく魂すらも食らっていたという人食い妖怪。
自身を封印した伝説の男の子孫であるアヤメに取り憑き、彼女の無意識下で妖力を溜めていった。ハルヤたちが探している「姫」と誤認したのを切っ掛けとして男の遺骨を探させていた。覚醒すると不動明王・天を上回るほどの戦闘力を得る。
ハルヤが発見した伝説の男の頭蓋骨から魂を吸収したことで覚醒する。宿主にしていたアヤメに呪いをかけ、元町タワー周辺の人間の魂を喰らい尽くしたが、ゲンブ法典斧により結界を切られたことで弱体化し、酒呑童子や不動明王ボーイの反撃を受けた上、最後はミッチーに石化され倒される。
ガシャどくろ
声 - 奈良徹
骨型の妖怪。羅仙の配下として3体登場。
五右衛門が憑依したトウマにあっさり倒される。
エンマ
声 - 木村良平
ミカド族。『映画 妖怪ウォッチ シャドウサイド 鬼王の復活』で蛇王カイラの謀反によって幽閉され、王の座を一時奪われたがぬらりひょんによって解放され、同作のラストで妖魔界の王の座を蛇王カイラに譲り、後日譚となる『妖怪ウォッチ シャドウサイド』では、ぬらりひょんと共に螺旋復活の元凶となった空亡の謎を追うために世界を旅していた。ゲーム版『4』では未来世界の大王の座を蛇王カイラに正式に譲っている。

### 本作品で初登場する妖怪
ライトサイドとシャドウサイドで名称が異なる妖怪は「ライトサイド / シャドウサイド」の順に名前を表記する。
蛇王カイラ（じゃおうカイラ）
声 - 福山潤
イザナ族 / 王族（『バスターズ2』・『ぷにぷに』）。見た目は人間に近い姿を持つ妖怪。妖怪と人間の血を引く。エンマ大王とは長年にわたってライバル関係にある。
『鬼王の復活』ではエンマ大王を罠にはめ、ウーラと共に七賢者を抱き込みエンマ大王から大王の座を奪う。妖魔界を手に入れたことを機に、「鬼まろ」の力をも利用して人間界への進出を企てたが、後に改心してエンマ大王と融合し闇エンマに変身する。映画ラストで、旅に出たエンマから妖魔界の王の座を任された。
後日譚であるテレビアニメ版『シャドウサイド』では、フクロウに海ヘ落とされたトウマを助け、妖聖剣が他に全部で5本存在すること、そして裏で操っているのが酒呑童子であることを告げた。最終決戦で空亡ウイルスに取り込まれて真魔となるが、エンマによって空亡ウイルスを除去され正気を取り戻した。
ゲーム版『4』ではフウくん / 風神、ライちゃん / 雷神を従え、未来世界の妖魔界の王となっている。
闇エンマ（やみエンマ）
声 - 木村良平
エンマ大王と蛇王カイラが合体した姿。
ウーラ
声 - 緒方賢一
映画オリジナル妖怪。蛇王カイラの参謀。カイラがエンマから大王の座を受け継いでからも、引き続き参謀を務める。
ゲーム版『4』では登場しない。
空亡（そらなき）
声 - 村上裕哉→内田直哉
真魔族（ゲーム版『4』） / 怪魔族（『ぷにぷに』）。
邪悪の化身と呼ばれる存在で、妖怪などに取り憑いて姿形を変化させると共に闇の感情を暴走させる。分身体は「空亡ウイルス」と呼ばれる。
破天・空亡（はてん・そらなき）
声 - 内田直哉
空亡の第二形態。朱夏の生まれ変わりであるナツメを取り込んだことにより進化した。
魔天・空亡（まてん・そらなき）
声 - 内田直哉
空亡のもう一つの形態。ゲーム版『4』および『4++』のラストボス。姿は人間にかなり近い姿である。アニメ版には登場していない。
魔天・空亡ボーイ（まてん・そらなきボーイ）
声 - 内田直哉
『ぷにぷに』にて2022年4月27日に開催
されたゴールデン超ニャンボガシャで登場。ブキミー族・ランクZZZ。空亡が五月人形の刀を手にした時、なぜか心も身体も子どもの姿になった姿。
魔天・空亡董卓（まてん・そらなきとうたく）
声 - 内田直哉
『妖怪三国志 国盗りウォーズ』および
『ぷにぷに』にて登場。ブキミー族・ランクは将星（『国盗りウォーズ』）およびZZZ（『ぷにぷに』）。
空天（くうてん）
声 - 内田直哉
鬼族。
神話の時代に朱夏に仕えていた。しかし、謀略によって投獄され、朱夏に真相を伝えられない無念と自らを陥れた者に対する恨みから空亡になった。その犯人の正体はシルエットのみで不明。
剣武魔神（けんぶまじん）
幻魔よりもさらに上位に位置する妖怪。普段はそれぞれの武器に封印されている。トウマの召喚時に憑依することで力を発揮する。
不動明王（ふどうみょうおう）
声 - 津田健次郎
王族（『ぷにぷに』）。その力を恐れた妖魔界の最高賢者により「妖聖剣 フドウ雷鳴剣」に封印されている。妖怪ウォッチオーガに妖聖剣を挿すことで憑依させることができる。
漫画版では人や妖怪の邪心を祓う能力を持つ。『妖怪ウォッチ！』では妖魔一武道会でコマ母ちゃんの対戦相手として登場した。
不動明王・邪（ふどうみょうおう・じゃ）
声 - 津田健次郎
王族（『ぷにぷに』）。不動明王がフ
クロウに憑依した際の姿。
不動明王・天（ふどうみょうおう・てん）
声 - 津田健次郎
王族（『ぷにぷに』）。パワーアップ
した不動明王。高い攻撃力を持つが、女郎蜘蛛には通用しなかった。
不動明王ボーイ（ふどうみょうおうボーイ）
声 - 大河元気
ゴーリキ族 / 王族（『ぷにぷに』）。妖力を吸収された不動明王が幼い少年のようになった姿。一人称は「オレさま」。
戦闘力こそ不動明王・天を上回るが、ワガママな性格でチョコボーやスナック菓子が好き。眠くなるとすぐ昼寝してしまう。命名はウィスパー（初めは「不動明王ジュニア」と考案したが、ジュニアが嫌がった）。
不動明王・界（ふどうみょうおう・かい）
声 - 津田健次郎
王族（『ぷにぷに』）。空亡との最終
決戦で、不動明王ボーイがチョコボーを大量摂取して力を取り戻した姿。
阿修羅（あしゅら）
声 - 矢部雅史
剣武魔神の一体である妖怪。「アシュラ豪炎丸」を保有する。
白虎（びゃっこ）
声 - 八代拓
イサマシ族（『ぷにぷに』）。剣武魔神の一体である妖怪。
「ビャッコ大霊槍」を保有する。剣舞魔神の中では最年少。
玄武（げんぶ）
声 - 高橋英則
ニョロロン族（『ぷにぷに』）。剣武魔神の一体である妖怪。
あらゆる物を斬ることができる「ゲンブ法典斧」を保有する。
朱雀（すざく）
声 - 堀江瞬
フシギ族（『ぷにぷに』）。剣武魔神の一体である妖怪。アキノリに幻獣を召喚できる「妖怪ウォッチアニマス」を渡した。
かつて彼らの上位に属する幻王をうっかり「幻王ちゃん」と呼んでしまったことで怒りに触れ、鳥型の幻獣のまま戻れないでいたが、妖聖剣の一つ、スザク蒼天斬をアキノリが引き抜いたことで剣武魔神の姿に戻ることができた。
アキノリの召喚時は幻獣、トウマの召喚時は剣武魔神の姿で現れる。
洞潔（どうけつ）
声 - 森川智之
鬼族 / ゴーケツ族（『ぷにぷに』）。酒呑童子の配下。
さくら元町では島之内厳流としてナツメのクラスの担任教師を務める一方、ハルヤに付き従う。妖聖剣の一つ、アシュラ豪炎丸を所持している。アヤメに取り憑いていた“姫”に不信感を抱いていた。
空亡ウイルスに憑かれた人々からナツメを守ったが、自身が空亡に支配されてしまい、ナツメを守るために駆けつけた酒呑童子と激闘を繰り広げる。やがて戦いの際に意識を取り戻し自分たち鬼族の悲願の成就を空亡に邪魔させてはならず、そのためにも非情に徹するよう酒呑童子に諭し、アシュラ豪炎丸を託す。覚悟を決めた酒呑童子が振りかざしたアシュラ豪炎丸の一撃によって倒れた。そして戦いの際の無礼な言動や、姫の前で冷静さを失い寄行に走りがちだった酒呑童子の過ちを諭すことを躊躇っていたことを謝罪した後、自らの命を捧げることができて本望だと言い残し、最期は鬼桜と共に炎へ消えていった。
ゲーム版『4』ではアニメ版と同様に消滅するが、クリア後にあるクエストを達成すると復活し、ハルヤたちの元に戻ってくる。
幻魔（げんま）
妖怪の上位に属する存在。妖怪ウォッチオーガの能力で憑依させることができる。4体はいずれも歴史・伝説上の人物がモチーフ。
義経
声 - 代永翼
フシギ族（『ぷにぷに』）。頭脳明晰で、状況分析を得意とする。
弁慶
声 - 斉藤次郎
ゴーケツ族（『ぷにぷに』）。防御力に優れ、力技を得意とする。
五右衛門
声 - 三宅健太
イサマシ族（『ぷにぷに』）。攻撃力に優れ、剣術を得意とする。
お松
声 - 伊藤静
ポカポカ族（『ぷにぷに』）。幻魔の紅一点。癒しの力を持ち、カオデカ鬼と化した人間を元に戻した。
鬼まろ（おにまろ）
怪魔。数千年に一度、忽然と発生し妖魔界はおろか人間界をも含めた地球全体を滅ぼそうとする「妖怪ウイルス」。人間の悪意を苗床として無限に増殖する特性を持つ。
鬼まろリーダー
声 - 下山吉光
怪魔。鬼まろを統率するリーダー的存在。人の中にある悪意を見抜く力がある。より良い「器」を求め、トウマに近づいた。
オグ・トグ・モグ
声 - 藤原夏海（オグ）、佐藤はな（トグ）、佐藤恵（モグ）
怪魔。下っぱ鬼まろ。オグは一つ眼、トグは二つ眼、モグは三つ眼である。
鬼まろリーダーの指示により、トウマを闇に陥れようとする。途中で鬼まろリーダーがトウマを処刑しようとした際にトウマを庇うが、逆に自分たちが殺されそうになりトウマに助けられた。他の鬼まろが羅仙に吸収された際もなぜかこの3匹は吸収されなかった。最後は瀕死状態に陥ったトウマの体内に入り、蘇生させる。その後はトウマの体内で鬼王・羅仙の欠片である迦毘羅と戦っていた。異変に気付いてトウマの体内に入り込んだナツメらの助力もあって迦毘羅が倒されると、トウマの体外に出られるようになり、妖怪探偵団にアークを渡した。その後は、時々トウマたちの元に現れており、友達として仲良く暮らしている。
アークは「オグトグモグ」という名称で、3体で1セット扱いになっている。モグのみ、話す時語尾の最後に「イェーイ」と付ける。
漫画版ではトウマに命を分け与える展開がないため、事件終結後もトウマの心の中に住み着いている。
カオデカ鬼
鬼まろに取り憑かれた人間が変貌した姿。増幅した悪意に振り回されて暴走する。
鬼王・羅仙（おにおう・らせん）
声 - 石塚運昇
怪魔。鬼まろが集めた悪意の力によって永い封印が解かれ復活した、最凶最悪の「鬼王」。ナツメや鬼太郎たちによって負傷し、最後はトウマの一撃で消滅した。
迦毘羅（かびら）
声 - 佐藤健輔
トウマの体内に残留していた鬼王・羅仙の欠片から生まれた妖怪。
トウマの体に深刻なダメージを与えていたが、ナツメたちの尽力により追い出され、トウマに憑依した剣武魔神・朱雀に倒される。
フクロウ
声 - 佐藤健輔
ウワノソラ族 / ウスラカゲ族・ランクSS（『ぷにぷに』）。ハルヤに付き従う、着物姿に顔を仮面（御札）で覆った妖怪。人間や妖怪の悪意を増幅させる妖毒が塗られた「兆しの矢」を所持している。
姫を探す目的でターゲットに吹き矢を当てるが、技量は低くターゲットとは別の人物・妖怪に矢が当たってしまうことも多い。
アニメ版第14話で、ハルヤから無能扱いされた汚名をそそごうとフドウ雷鳴剣を使い不動明王を憑依させるが敗北。
ゲーム版『4』では、イナホとUSAピョンをさらい、真魔化して戦いの後消滅しかけるが、ウォッチ使いとなったフミちゃんに救われ、カイラのもとで空亡の事件の調査員となる。『4++』では、特定クエストをクリアすることで仲間にすることができる。
真魔軍神フクロウ（しんまぐんじんフクロウ）
声 - 佐藤健輔
ウスラカゲ族・ランクSS（『ぷにぷ
に』）。空亡の力で「真魔」と呼ばれる存在が憑依し、異様な怪物のような姿になったフクロウ。
アニメ版では、トウマに憑依した不動明王・天に倒され消滅する。
フクロウ・賀正
声 - 佐藤健輔
『ぷにぷに』のイベントである「妖魔人
特別編」で登場。ウスラカゲ族・ランクSSS。
バンチョー / 亡霊番長（ぼうれいばんちょう）
声 - 奈良徹
オマモリ族 / ゴーケツ族（『ぷにぷに』）。いじめっ子を成敗する妖怪。
生前はケースケの友人ケンジで、いじめられていたケースケを助けて「男は勇気だ」と誓い合ったが、その後に交通事故で亡くなり妖怪となる。
アニメ版ではライトサイドは未登場。
チャーリー / ゴーストサイクル
声 - 矢部雅史
ツクモノ族。ライトサイドは自転車の姿をした妖怪。
元は普通の自転車であったが持ち主に放棄される。シャドウサイド時にケースケを含む人間たちを襲い、タイヤのアザをつけていた。口癖は「ごめんなチャリ」。ライトサイドではとぼけた所があり、召喚時も普通に召喚されず、自分が自転車であるにもかかわらず自転車に乗って来たことがある。
ジュニア / バーニングドラゴン / ブリザードウルフ
声 - 小桜エツコ / 佐藤健輔（バーニングドラゴン）
ウワノソラ族 / プリチー族（ぷにぷに）。猫のような右耳を持つ赤い球状の妖怪。妖怪探偵団のマスコット的存在。片言で話し、一人称は「ジーたん」、口癖は「〜だぜ」。アキノリを「デブ」、ミッチーを「筋肉」と呼び、やや毒舌な所がある。
ジバニャンがミホを守るために戦った際に抜けた体毛が集合し誕生した。不動明王ボーイからは「チョコボー先輩」と呼ばれる。体をゴム風船のように膨らまし、お手本があればどんな姿にも化けることができる。
バーニングドラゴンはカードゲーム「電光石火時代」に登場するモンスターに変身した姿。アニメ第3話で描写された妖怪アーク（玩具も同様）ではこの姿がシャドウサイドとして扱われている。
レッドヘッド
声 - 伊瀬茉莉也
ジュニアが人間に擬態した時の姿で、外見は赤い帽子とパーカーを身につけた少年。
かつてはこの姿で人々にカードゲーム勝負を挑んでいた。妖怪探偵団の仲間になった後も、作戦状況に応じてこの姿になる。
普段のジュニアは片言だが、この姿では普通に話す。
寸胴丸（ずんどうまる） / 死霊の毒々鍋（しりょうのどくどくなべ）
声 - 村上裕哉
ツクモノ族 / イサマシ族（ぷにぷに）。「もったいない男」と噂され、食べ物を残した人間の食欲を奪う。
元はラーメン店の寸胴鍋が妖怪化した。ライトサイドは股間にヤカンの付いたマッチョマンの姿で、ミッチーと意気投合する。実は女性に弱く甘い。
コロコロ版「妖怪ウォッチ」ではシャドウサイド妖怪でありながら、現代の妖怪としてジバニャンと遭遇する。
ジンタ / ジンゲキ
声 - 佐藤健輔
ツクモノ族。50年を経て意志を持った「妖怪系人体模型」。
シャドウサイドになると巨大化した不気味な風貌になり、無性に暴れ回る性格になる。マナミに祖母の真千子のことを話してもらわれるまで「なぜ自分は人間ではないのだろう」とコンプレックスを抱いていた。
ラッキー / ドッグマン
声 - 佐々健太
モノノケ族。ライトサイドは犬の姿をした妖怪。
生前はお笑い芸人の内田に拾われた犬で、一緒にお笑い（ツッコミ）をしたい一心で事件を引き起こしていた。
パックン / ガブリエル
声 - 遠藤綾
オンネン族 / プリチー族（ぷにぷに）。ライトサイドは植木鉢の付いたハエトリグサの妖怪。
元は花屋で売られていた食虫植物。花屋の従業員のアズサがビルの崩壊に巻き込まれる未来を察知し、彼女を助けるために「顔さけ女」としてアズサや妖怪探偵団の前に現れた。事件解決後、アズサの花屋で植物の水やりをしている。
見た目に反して怪力である。
ロボニャンOO（ロボニャンダブルオー）
声 - 永田亮子（オーちゃん）、坂東尚樹（ロボニャンOO）
ツクモノ族 / ゴーケツ族（ぷにぷに）。元はロボット掃除機「オールマイティーくん」で、ミサキの家族が中古で購入し「オーちゃん」と名付ける。
前の持ち主の家が火事になり、そこで命を落とした消防士が掃除機と一体化しロボ妖怪となった。名前は「ニャン」が付くものの、猫の要素は皆無。
ライトサイド時は人型ロボット風の姿で敵をスキャンし攻撃パターンを先読みしつつ完璧な攻撃を繰り出す。自らトランスフォームしシャドウサイド化が可能。
ホンマグロ大将 / マグロドン
声 - 坂東尚樹
オマモリ族 / イサマシ族（ぷにぷに）。巨大な「空飛ぶ人食いマグロ」と呼ばれる妖怪。
人々を丸呑みにして魚市場の倉庫へ連れ去ったり、体当たりで妖怪探偵団を苦しめた。
生前は寿司職人で、跡継ぎ息子のノボルに漬けマグロのレシピを教えるための行動であった。
マッシュバーバー / 切裂きジョーカー
声 - 矢部雅史
オンネン族 / ウスラカゲ族（ぷにぷに）。ライトサイドはボウリングのピンのような体型にマッシュルームカットが特徴の妖怪。
生前はコウという名前の腕利きの美容師で、マッシュルームカットの素晴らしさを広めようと目指していたが、その美容師の世界大会へ出発する矢先で交通事故により亡くなった。シャドウサイドは不気味なピエロのような姿で鋭い2本の鎌を持ち、夜道を歩く女性を襲いマッシュルームカットにしてしまう。
死神
声 - 長谷川芳明
死亡予定のある人間の魂を回収する任務を持つ妖怪。数体おりドクロを擬人化したような顔をしている。
ミホの魂を回収するために彼女の魂を奪おうと付け回していたが、死神ボスから勘違いの連絡を聞き謝罪したが、ミホを見守ったジバニャンに吹っ飛ばされてしまった。
死神ボス
声 - 佐々健太
死神たちの上司。
ミホの死亡予定が勘違い（実際はミズホという名前の133歳の老女の予定だった）だったと気づき、死神に連絡した。
窯元熱（かまもとあつし） / 窯ドウ魔（かまドウま）
声 - 矢部雅史
オンネン族。美少女連続失踪事件を起こしたとされる妖怪。
生前は焼き物をする陶芸家の家で育った元陶芸職人で、アイドルグループ「瀬戸焼46」のプロデューサーに転職。しかし、ニャーKB48の台頭でグループを解散され、絶望し消息不明になった後、妖怪になった。
新たにアイドルグループをスカウトしようと企み、ナツメを含む5人の少女を人形に変えて操った。シャドウサイドは巨大なカマドウマの姿になり、口から紫色の炎を吐いて攻撃する。敗北後、元「瀬戸焼46」メンバーだった3人の女性から感謝の言葉を聞き、さらに今回の被害者の少女からも改めて自分をプロデュースして欲しいと言われ改心し、必ず輝かせて見せると決意する。
イカリン / ゲソドリル
声 - 布施川一寛
オマモリ族 / ニョロロン族（ぷにぷに）。
生前は普通のイカであったが、海辺で2人組の男にいじめられ、動けなくなった時に男の子に助けられたが、彼はブイの近くで潮に流されてしまい行方不明になった（後に両親に無事救出された）。残ったイカは体が乾き死んで妖怪になった。
シャドウサイド時にブイの近くで泳いで来た人間を海の中へ引きずり込み、潮に流されないように海の外へ返していた。
「プンプン」が口癖でいつも怒っている態度を見せるが、ナツメやアヤメからは可愛いと言われる。
イナリ / たたりギツネ
声 - 日野未歩
モノノケ族 / ウスラカゲ族（ぷにぷに）。キュウビに憧れている桃色の狐の妖怪。
仕えていた稲荷神社に長年油揚げをお供えしてくれた豆腐屋の女性に恩返しをしたいと願ったが、神社の外に出られなかったため、思い詰めた末シャドウサイドとなり、コックリさんをやっていた人間たちを襲い体を借りようとした。事件を解決した後、神社と共に消滅してしまうが、豆腐屋の女性に狛狐の像を触れ、「これからも私と一緒にいてほしい」と言われ、復活して彼女の手伝いをすることになった。
シブメン犬 / メンクイーター
声 - 坂東尚樹
モノノケ族。若いころはイケメン犬だったが、年を取ったことで若さを恨むようになった。
妖力で作った画像加工アプリを使って男性の顔をイケメンにした上で、顔を吸収して自分が若返るように企んでいた。ライトサイドの姿はトレンチコートと帽子を被った渋い犬人間の妖怪。アヤメの発言で自信を取り戻す。
セミコロン / セミロング
声 - 坂東尚樹
オマモリ族。
生前は普通のセミで、土の中で過ごした幼虫時代に親友がいたが、一足先に地上へ出てしまった彼の後を追い探し回っている間に死んで妖怪になった。シャドウサイド時にどうしても親友に会いたい気持ちが伝わり、子供たちが知らずに親友を採ってしまわないよう、タンクを含めて5人の子供たちをさらって穴の中へ入れていた。
フィルムリン / エイガリアン
声 - 高橋英則
ツクモノ族。シャドウサイドは下半身がフィルムになったエイリアンの姿、ライトサイドは頭の上に青い炎が付いたフィルムの妖怪。
元は前山田という映画監督が作成したパニックホラー映画のフィルムであったが、上映したホラー映画は刺激が強過ぎて観客からは酷評され、監督と作品を愛した人の思いから妖怪となった。大勢の観客に監督の映画を見せるため、あるはずの無い0番スクリーンを作って観客を誘い込み、逃げ出さないよう映画の中の世界へ入れて閉じ込めていた。
レオン / Dr.カメレオン
声 - 徳本恭敏
オンネン族。シャドウサイドは医者の格好をした巨大なカメレオンの妖怪。ライトサイドは眼鏡とヒゲの付いた小柄なカメレオンの風貌。相手の外見や特性をコピーする能力を持つ。
生前はカメレオンのようにどんな役でも演じられる俳優だったが、イケメン俳優と対峙する悪役ばかり演じさせられた恨みを持ちながら死亡したことで妖怪化した。城山ケンなど複数の俳優のイケメンオーラを吸収し、休業に追い込んでいたが、アヤメが見せた自分の追悼映像で憎悪していたイケメン俳優たちが自分の演技力を尊敬していたことを知り改心、奪ったイケメンオーラを解放した。
花ちゃん / お花さん
声 - 佐藤はな
ツクモノ族 / ブキミー族（ぷにぷに）。
かつては日本人形だったが、重要文化財として飾られるようになり、子供たちと遊びたい心が妖怪となった。遊園地・ハナハナファミリーランドのキャラクター「ハナぽんちょ」の着ぐるみに乗り移るものの、風貌が当時の客に気味悪がられお蔵入りとなった。それ以来自ら作った異空間の部屋に子供たちを誘い込んでいた。妖怪探偵団の作戦により、ハナぽんちょは「キモかわキャラ」として人気を得て復活を果たした。
ミツマタミヅチ
声 - 佐藤健輔
ウスラカゲ族（ぷにぷに）。外見はミツマタノヅチとそっくりで水色の体。
妖魔界ではミツマタノヅチと共に「ミツマタブラザーズ」として悪事（ピンポンダッシュや壁への落書き）を行っていたが、ミツマタノヅチが人型のミッチーとなったことを裏切りと思い、人間界でナツメをさらいミッチーをおびき出した。
巨大化の能力がある。ミッチーたちに敗れ和解した。
セバスちゃん / セバスさん
声 - 相川奈都姫
オンネン族。
人間のころは秘書を務め、ボスの「病気を治してほしい」という願いを叶えてあげたかった思いから妖怪になった。スマートフォンのAIアシスタント機能・セバスを「セバスさん」と呼んだ人に取り憑き、その人の命令を無理にでも実行させようとする。「元町タワーから飛んでみたい」と命令したケースケたちが取り憑かれ、タワーから落とされそうになる。ウィスパーに説得されて改心し、病院や街中で困っている人々を陰で手助けするようになった。
爺たん（じいたん） / サタンクロース
声 - 上田燿司
オマモリ族。
人間だった時、孫へのクリスマスプレゼントに用意したロボットの玩具が「これじゃない！」と泣かれ、寿命が来ても後悔の念から妖怪となった。
空亡ウイルスに感染してシャドウサイドとなった後は、クリスマス前に現れて子供をプレゼントの箱に入れて連れ去ってしまう。
安全坊や（あんぜんぼうや） / ニタニタさん
声 - 布施川一寛
ツクモノ族 / ブキミー族（ぷにぷに）。
元は飛び出し坊や看板。道路上の自転車事故を見ているだけで何もできずにいるところを空亡ウイルスに感染した。
シャドウサイドでは手に持った標識の図を実体化させて攻撃する。改心後は「仮面チャリダー」に扮したミッチーと協力し、整備不良の自転車に声かけをした。
モミー / 人吊りモミの木（ひとつりモミのき）
声 - 高橋伸也
オンネン族。
生前は山奥に生えていたモミの木で、セーラという少女に気に入られていた。成長してさくら元町に引っ越したセーラを探すうちに空亡ウイルスに感染した。シャドウサイドではセーラが作った歌で人を誘い込み、近づいた人間を体内の空間で強制的に歌わせていた。
取り込まれた人間の顔が体の飾りに反映される。
超吉（ちょうきち） / 闇吉（やみきち）
声 - 浜添伸也
オマモリ族 / ウスラカゲ族（ぷにぷに）。福助人形のような妖怪。シャドウサイドでは「大凶」のくじを貼った相手をくじに変化させ、自分の背後に結びつけてしまう能力を持つが、稀に「大吉」が出て相手にとって幸運が起きる。
かつては若いころのおばば（光江）に惚れていた人間の男性だったが、別の男性に告白されているのを見て失恋したと思い込みショックで妖怪になった（その男性は光江に振られたことを知らなかった）。
妖怪化した後は他人の幸福を妬むようになり、各地の神社で「超吉」のくじを作り、引いた人間をあえて幸福にした後でくじを「大凶」に変えて不幸に落とすようになった。
ウマタロー / ウマヅラー
声 - 丹羽正人
ウワノソラ族 / ウスラカゲ族（ぷにぷに）。駄菓子「うまジャム」に描かれたマスコットキャラクターが妖怪化した。
うまジャム製造の後継者がいなくなり、生産中止になると自分の存在も忘れ去られるという思いから、うまジャムを買った子供たちの前に現れ「食べちゃダメ」と襲うようになった。
シールド・オブ・ブライトネス / ダークネス
声 - 中博史
ツクモノ族 / ゴーケツ族（ぷにぷに）。
元々は中世で「キング・ブライトネス」という王が愛用していた盾だが、王も騎士団も守れなかった無念から妖怪化した。電子ゲームで敗北した人間の無念を晴らそうと、敗北した人間をゲーム「VR戦記」の世界に取り込み騎士団員にした。
うさ吉（うさきち） / バニートラップ
声 - 後藤ヒロキ
モノノケ族 / イサマシ族（ぷにぷに）。黒いウサギの妖怪。
生前は普通のウサギだったが、自分を車から助けて死亡したペットショップの店長の思いを受けて妖怪化し、他のウサギを助けるために食べ物を持つ人間を驚かせて餌を集めていた。
相手を自然を再現した異空間に誘い込み、幻影を見せて罠にかける戦法を得意とする。
チヨコ / ジョゴラ
声 - 塙真奈美
オンネン族。
バレンタインデーに少女から少年に受け取ってもらえたものの、そのまま放置され傷んでしまったチョコレートが妖怪化した。バレンタインデーに恨みを持ち、チョコを作るパティシエを襲う。実はチョコの受け渡しをした2人はその後結婚し、現在では老夫婦となっていることを知り改心する。
瓜坊（うりぼう） / 猪笹王（いのささおう）
声 - 佐藤はな / 矢野龍太
モノノケ族。山の守護者である猪の妖怪。
普段はその身分を隠し、ライトサイドの姿で遊んでいる。ゲーム版『4』ではアキノリに妖怪ウォッチアニマスを渡す。
缶太郎（かんたろう） / ジハン鬼（ジハンき）
声 - 矢部雅史
ツクモノ族。捨てられた空き缶が妖怪化し
た。
キュンシー / ズッキュンシー
声 - 村川梨衣
オンネン族 / プリチー族（妖怪ウォッチワールド）。キョンシーの女の子妖怪。
とりつかれると好きな人の行動にトキめき続け、やがてキュン死してしまう。フクロウに好意を抱いている。語尾は「なの」。
ハレ女 / 雨女（あめおんな）
声 - 鈴木絵理
オンネン族。晴れ男と雨女の子供の女の子妖怪。天気を晴れと雨とに自在に変えることができる。
気分によって姿が変化する。
フウくん / 風神（ふうじん）
声 - 東山奈央 / 竹内良太
オマモリ族 / イサマシ族（ぷにぷに）。風を操る妖怪。
好奇心旺盛でいつも遊び相手を探している。蛇王カイラの側近。
ライちゃん / 雷神（らいじん）
声 - 悠木碧 / 堀江瞬
オマモリ族 / イサマシ族（ぷにぷに）。雷を操る妖怪。
普段は省エネとしてライトサイドの姿をしている。フウくん同様蛇王カイラの側近。
チョッキー / 死ヲマネキ
声 - 佐藤健輔
ゴーリキ族。右腕の大きなハサミで攻撃す
るカニ妖怪。
きぼりっクマ / 鬼熊
声 - 奈良徹
ツクモノ族。
木彫りの熊に魂が宿り、子供に広い世界を見せるためにケースを飛び出した。
はむはむ / あぶらハム
声 - 永田亮子
モノノケ族。脂っこい食べ物が好きなハム
スター妖怪。
とりつかれるとコッテリした食べ物ばかり食べたくなる。
かくれん坊 / いないいない婆
声 - 佐藤はな / 佐藤智恵
オンネン族。かくれんぼする相手を探して
いる男の子の妖怪。
誘いを断った人間はシャドウサイドの「いないいない婆」にこの世から隠されてしまう。
ダニエル / ビッグダニー
声 - 浅利遼太
ゴーリキ族。
布団乾燥機のダニ退治モードで力尽きたダニが妖怪化した。相手の妖気を吸い取り巨大化する。
いたしかたなし / ヤムヲエン
声 - 柳田淳一
ゴーリキ族。一流の腕前を持つ侍妖怪。
用心棒の依頼が後を絶たないが、本人はやりたくないらしい。
紗夜 / 魔剣姫
声 - 安野希世乃
ゴーリキ族。
剣の道を歩み続けた負けず嫌いな妖怪。免許皆伝級の腕前を持つ。
ドヤぽん / どうだぬき
声 - 村上裕哉
モノノケ族。
大したことのない話をドヤ顔で武勇伝のように語るタヌキ妖怪。
けずりん / ジンコツけずり
声 - 沼倉愛美
ツクモノ族。使われなくなった鉛筆削りが
妖怪化した。
シャドウサイドになると人骨まで削ってしまう。語尾は「ガリィ」。
ダメボーイ / 絶対ガードマン
声 - 奈良徹
ウワノソラ族。交通整理や警備を得意とす
るガードマン妖怪。
ルール違反に厳しい。
べっちゃん / ぬったりべっちゃ
声 - 永田亮子
ウワノソラ族。全身が粘液になっている妖
怪。
遊び相手になってあげると幸運が訪れると言われている。

### 鬼太郎とその仲間たち
劇場版のみにコラボとしての登場で、テレビ版には未登場。ゲーム『妖怪ウォッチ4 ぼくらは同じ空を見上げている』にも鬼太郎と目玉おやじは登場する。
鬼太郎（イサマシ族）
声 - 野沢雅子
『ゲゲゲの鬼太郎』の主人公。
幽霊族の末裔で、リモコン下駄や霊毛チャンチャンコなどの技を使用する。羅仙を倒すためにナツメたちに協力する。
目玉おやじ（ポカポカ族）
声 - 島田敏
鬼太郎の父親。妖怪に詳しく、羅仙のことも知っていた。
ねずみ男（ニョロロン族）
声 - 大塚明夫
人間と妖怪のハーフ。
金にがめつい性格で、ナツメたちに自分が鬼太郎だと名乗り報酬を貰おうとしていたが、鬼太郎に阻止される。
ねこ娘（プリチー族）
声 - 皆口裕子
鬼太郎の仲間。猫の本性が出ると爪で引っ掻く。
砂かけ婆（フシギ族）
声 - 江森浩子
鬼太郎の仲間。砂をかけた目つぶし攻撃が得意。
子泣き爺（ポカポカ族）
声 - 塩屋浩三
鬼太郎の仲間。赤ん坊のように泣くことで体を石のように重くすることができる。ナツメたちに鬼太郎と勘違いされる。
一反木綿（フシギ族）
声 - 龍田直樹（妖怪ウォッチ ぷにぷに）
鬼太郎の仲間。飛行が得意な妖怪で、本作品でも鬼太郎を乗せて飛ぶなど活躍している。
オリジナルの『ゲゲゲの鬼太郎』では九州弁を話すが、劇場版では台詞はない。
ぬりかべ（ゴーケツ族）
声 - 最上嗣生（妖怪ウォッチ ぷにぷに）
鬼太郎の仲間。巨大な壁を使った攻撃が得意で、防御や塗り込み攻撃をする。
劇場版では、唯一鬼太郎ファミリーで未登場。

## 『FOREVER FRIENDS』の登場キャラクター
『映画 妖怪ウォッチ FOREVER FRIENDS』『妖怪ウォッチ4』に登場する、60年前の世界の登場人物である。

### 主人公
下町 シン（しもまち シン）
声 - 種﨑敦美、西村知道（71歳）
新聞配達をやっている小学生（『4』で判明）。運動神経は良く、優秀（本人曰く「頭いい」）。後に妖怪ウォッチエルダ零の所有者となる。母親・幸子とは2人暮らしだったが、玉藻前（に命令していた空亡）に母親の魂を取られてしまう。漫画版によれば漢字表記は「下町心」。
71歳時点では世界有数の食品会社「一心食品」の創業者であり、世界中の子供を支援してきた人物として広く名前が知られている。
シンの変化
軍シン
声 - 種﨑敦美
『ぷにぷに』のイベントである「妖魔人」第3弾から登場。ゴーケツ族・ランクZZZ。フュージョンウォッチの効果で、軍神スサノオの妖気がシンと融合し、正義の妖魔人となった。弱き者に手を差し出す優しさと、悪に立ち向かう熱い心を持つ。
クグツ 軍シン
声 - 種﨑敦美
『ぷにぷに』のイベントである「妖魔人」第6弾から登場。ゴーケツ族・ランクZZZ。フュージョンウォッチにより少しずつ魂がむしばまれ、クグツ化した軍シン。とてつもない邪悪な力を誇示し、一片の迷いもなく弱者を虐げる。
妖魔超人 軍シン
声 - 種﨑敦美
『ぷにぷに』のイベントである「妖魔人」で登場。ゴーケツ族・ランクZZ。ユニオンウォッチを用いて妖魔超人となった軍シン。弱き者を苦しめる闇に怒り、平和への強い願いを刃に変えて燦然と悪に立ち向かう。
高城 イツキ（たかしろ イツキ）
声 - 木村良平
玉藻前（に命令していた空亡）に姉（声 - 佐藤はな）の魂を取られてしまった少年。
それと同時にイツキ自身も死亡するが、ククリ姫と出会い一時的に魂を貸してもらった。
妖怪ウォッチエルダ神の所有者。後に空亡に取り込まれた紫炎の良心と一体化し、夜叉エンマとなる。漢字表記で「一希」。
有星 タエ（ありほし タエ）
声 - 東山奈央、はやみけい（71歳）
妖怪が見え妖術が使える少女。有星家の娘。
人見知りで内気だが、シンに密かな想いを寄せている。漢字表記で「多江」。

### その他の人間
下町 幸子（しもまち さちこ）
声 - 日野未歩
シンの母親。心配性だが一人息子のシンを最愛しているおおらかな性格。
病弱の中で毎日シンに励まされていたが、玉藻前（に命令していた空亡）に魂を奪い取られる形で殺されてしまい、シンがイツキと出会うきっかけを作った。
エンドロールでは、シンのところへ戻り、病気もすっかり治りたくさんご飯を食べさせた。玉藻前に接触されたせいかスーさんの分も作っていたため妖怪が見えるようになる。
有星 キネ（ありほし キネ）
声 - 真山亜子
タエの祖母。
執事 臼田さん（しつじ うすたさん）
声 - 関智一
イツキの家に住み着いている、不気味で謎の多い執事。ウィスパーに酷似しているが別人。

### 妖怪
猫又（ねこまた）
声 - 小桜エツコ
モノノケ族 / プリチー族（ぷにぷに）。お守りを身に着けた黒い猫の妖怪。
「またまた」と言うのが口癖のひねくれ者。
猫王バステト（ねこおうバステト）
声 - 佐藤健輔
モノノケ族 / フシギ族（ぷにぷに）。猫又のゴットサイド。
怪猫カマイタチ（かいびょうカマイタチ）
声 - 黒田崇矢
モノノケ族 / プリチー族（ぷにぷに） / イサマシ族（三国志国取りウォーズ）。猫又のシャドウサイド。

スーさん / 軍神スサノオ（ぐんしんスサノオ）
声 - 檜山修之
オマモリ族 / ウスラカゲ族（ぷにぷに）、ゴッドサイドはゴーリキ族　/　ゴーケツ族（ぷにぷに）。小さな落ち武者の姿をしたシンの守護霊。ゴットサイドでは強者の武者のような巨人になる。正体はシンの亡き父親。
河童（かっぱ） / 河童王サゴジョウ（かっぱおうサゴジョウ）
声 - 竹内良太
ウワノソラ族 / プリチー族（ぷにぷに） / ウスラカゲ族（三国志国取りウォーズ）、ゴッドサイドはゴーケツ族（ぷにぷに）。サラリーマンのような河童の妖怪。実はすでに結婚していて家族のために働いている。
座敷童子（ざしきわらし） / 天狗王クラマ（てんぐおうクラマ）
声 - 浅沼晋太郎
オマモリ族、ゴッドサイドはイサマシ族（ぷにぷに）。17〜18歳の美男子に見えるナルシストな妖怪。
女性の動きを3秒間だけ止めることができる。
紫炎（しえん）
声 - 小栗旬（映画版・特別出演） / 鈴木達央（ゲーム版『4』）
ミカド族 / エンマ族（ぷにぷに）。先代閻魔大王の息子。
玉藻前が集めた大量の魂を取り込むことで自身を強化し、次期閻魔大王を決めるエンマ武道会に乗り込んだ。強いコンプレックスと憎悪から空亡に寄生されるが、霊体として精神世界に入り込んだイツキと融合して夜叉エンマになる。
タマモ / 玉藻前（たまものまえ）
声 - ブルゾンちえみ
モノノケ族 / ウスラカゲ族（ぷにぷに）。シンとイツキの大切な者の魂を奪った狐の妖怪。
普段は大判焼き屋の「タマ子」という人間の女性に化けて暮らしている。若く美しい女性を好んで魂を食べる能力を持つ。自分の醜い顔と姿にコンプレックスを抱いていて、鏡を見るのを嫌う。
カラス天狗
声 - 奈良徹
モノノケ族 / イサマシ族（ぷにぷに）。紫炎の部下の1人。
ヤマンバァ / 山姥（やまんば）
声 - 鈴木れい子
オマモリ / オンネン族。有星家を守っている妖怪。ライトサイドでは小さく可愛らしい老婆の姿で、シャドウサイドでは恐ろしい老婆の姿をしている。性格は凶暴だが、本来は大人しい。一人称は「ババア」で片言で喋る。
漫画版では紫炎の部下の1人という設定になっており、最後は有星家のお札で妖力を吸われて消滅する。
月神ツクヨミ（げっしんツクヨミ）
声 - 大原さやか
オマモリ族 / ポカポカ族（ぷにぷに）。有星家を守護している守護神。美しい女性の姿をしている。
生前のころは若い男性に恋に落ちていて、御萩が好き。正体はヤマンバァのゴッドサイド。
牛鬼（ぎゅうき）
声 - 村上裕哉
モノノケ族。暴れ牛と毒蜘蛛の怨霊から生まれた猛毒を操る妖怪。
鳴釜（なりがま）
声 - 沼倉愛美
ツクモノ族。頭の釜をたたく音で吉兆を占う。
ぬっぺふほふ
声 - 遠藤綾
ウワノソラ族。肉に栄養を蓄えている妖怪。
気に入った人間にその肉を差し出す。
かわうそ
声 - 矢部雅史
モノノケ族。
小豆洗い
声 - 浅利遼太
ウワノソラ族。ひたすら小豆を洗い続ける妖怪。
白虎（びゃっこ）
声 - 八代拓
軍神スサノオの同志。今回は幻獣の姿で登場。
普段はさくら元町にある「タマ公像」に化けている。
玄武
声 - 高橋英則
軍神スサノオの同志。白虎と同様、幻獣の姿で登場。
普段は亀に化けており、シンの家で飼われていた。
賢神アマテラス（けんしんアマテラス）
声 - 榎木淳弥
ゴーリキ族 / フシギ族（ぷにぷに）。イツキの守護神。
ククリ姫（ククリひめ）
声 - 久野美咲
オマモリ族 / プリチー族（ぷにぷに）。縁結びの神様と呼ばれる少女の姿をした妖怪。
黒鬼SP
声 - 坂東尚樹
鬼族。
ヤマタノオロチ
声 - 柳田淳一
オンネン族。八つの頭を持つ蛇の妖怪。空亡の配下。
空亡
声 - 内田直哉
怪魔族（ぷにぷに）。玉藻前や紫炎を裏で操っていた。

## 『妖怪ウォッチJam 妖怪学園Y』の登場キャラクター
『映画 妖怪学園Y 猫はHEROになれるか』『妖怪学園Y 〜Nとの遭遇〜』『妖怪学園Y 〜ワイワイ学園生活〜』に登場する、Y学園の登場人物。主人公などは無印に登場する妖怪の輪廻転生した姿であり、一部は転生前の記憶を持っている。

### 人間

#### メインキャラクター（妖怪学園Y）
寺刃 ジンペイ（じば ジンペイ）
声 - 田村睦心
イサマシ族（『ぷにぷに』）。主人公。正義感が強く好奇心旺盛な少年。YSPウォッチを手に入れたことで、バケーラ・ゴロミ・ブルポン・ミケッティオと融合して妖怪HEROに変身できる能力を得る。Y学園へは「YSP（Yokai Special Power）基準」で入学し、中等部1年A組に在籍している。言葉の聞き間違いによるボケが多い。熟女好きで、好きな食べ物はエビマヨ春雨餃子パン。
生身の状態での身体能力は常人離れしており、巨大化したバケーラの攻撃をものとせず鉄拳一撃でノックアウトする実力を持つ。小学生時代は「さくら第二小学校」に電車通学しており、そのころから妖力を手や足に纏わせる能力を持っていた。クラスに転入してきたサン太夫とは好きなアニメをきっかけにすぐに仲良くなった。
家族は父親の陣人（声 - 関智一）と母親のミホ（声 - 石上静香）が登場している。ミホはジンペイを妊娠中に、落雷で倒壊した信号機から通行人の子供を庇って重傷を負い、ジンペイの出産後に命を落とした。
モチーフ妖怪はジバニャン。ゲーム『4』にも先行登場している。
小間 サン太夫（こま サンだゆう）
声 - 遠藤綾
プリチー族（『ぷにぷに』）。落語の名門に生まれた少年。ジンペイとは小学校時代からの友達。ジンペイ同様「YSP基準」で入学し、中等部1年A組に在籍している。
ジンペイ同様、身体能力は常人離れしている。抜群のコンビネーションでジンペイと共にバケーラをノックダウンした。コマジロと融合して妖怪HERO「リトルコマンダー」に変身できる能力を得る。ジンペイ同様、小学生時代から妖力を手や足に纏わせる能力を持っていた。田舎の小学校からジンペイのいる「さくら第二小学校」へ転校してきた。
モチーフ妖怪はコマさん。
玉田 マタロウ（たまだ マタロウ）
声 - 井上麻里奈
眼鏡と玉ねぎのような髪型が特徴的な少年。たまたまYSPクラブに入部し、怨霊や宇宙人絡みの事件に巻き込まれていく。中等部1年A組在籍で学力基準入学。
特撮ヒーロー物、SF、ロボットなどが興奮するほど特に好きで、洞察力・推理能力が鋭く、敵の弱点・正体を見破る他、なぜか未来予知することがある。
第7話でトイレの花子にさらわれた短期間でモラシタ・ラ・ダメリアをテーマパーク化し、かわいそうな花子さんに全面的協力をする優しさと、工事現場を担当するほどの高い社会適応能力を見せる。推理の際は「名探偵コナッポイン」になりきり、興奮が高まるとイナバウアーしながら大声で決め台詞を吐くという奇行な癖がある。ナレーションを担当。
第21話で前世は玉ねぎ農家のマタサブロウであることが判明した。唯一の父親を亡くし、苦労しながらも玉ねぎの品種改良に成功するが、巨大隕石（正体は宇宙人のティーダス）に遭遇して死亡した。「たまたま」という台詞は前世から引き継いだ口癖。
YSP能力がないため妖怪HEROへの変身は不可能だが、後にクウカ開発のシャイニングウォッチを使い、特撮ヒーロー「シャイニングボーイ」の姿に変身できるようになった。それとは別に第28話ではピンチに陥った際に、一時的にティーダインに変身したが本人は覚えていない。
第44話で自身の体内にティーダスが宿っていたことを知る。ティーダスと共に変身するための特訓を重ねるが、自信や勇気が不足していたこともあって中々変身できずにいた。だが、鮫木ホジロウに襲われたフブキを勇気を出して助けた際に変身メダルが出現し、さらに祖父の声やジンペイ・フブキからの応援で自信を持ち、妖怪HERO「ティーダイン」への変身に成功した。
第39話では一時的にエルナのファンクラブに入ってしまったが、ジンペイやラントからはスパイと思われ彼らの役に立ち、キラボシ共和国の情報を引き出した。
エルゼ撃退後に来星ナユから風紀委員会へ勧誘されるが、自分の妖怪HEROとしての甘さを自虐し、勧誘を固辞した。
第51話では「みんなを守るヒーローになりたい」という自らの意思を貫き、妖怪HERO「ラストティーダイン」への変身に成功した。第52話では捨て身の覚悟で、ラストティーダインの持つ膨大なエネルギーを使い最終兵器・ハカイヤーDXを宇宙に運びマゼラを破壊できる軌道に乗せるが、マタロウを救うためにクロックレディの力で時間を戻してハカイヤーDXに乗り込んだ仲間たちと力を合わせ、地球に帰還した。
高等部編では暴走魔天・空亡を取り込み、「MTバウンサー」に変身する能力を得た。最終回では親の転勤に伴いアメリカへの移住が決まり、Y学園の仲間たちに見送られながらアメリカへ旅立ったが、物足りなさを感じたジンペイによりY研が開発したマタロウ用の学園メダルで召喚されてY学園に戻ってしまった。
姫川 フブキ（ひめかわ フブキ）
声 - 戸松遥
色々な物を発明するメカ好きな少女。IT基準入学の中等部1年生。自分のことを天才だと確信しており、優秀な人物に遭遇すると「天才他にいたのか」と呟く。
巨大建造物に大穴を開ける程の小型爆弾や移動デバイスなどの実用的かつオーバーテクノロジーな発明品でメンバーをサポートする。
父親はロケット開発者の発明（たつあき）。ある日父が横領罪で逮捕され、フブキは父の跡を継いで国家機密プロジェクトであるハカイヤーDXの研究をしながらも、他の研究員が父を陥れた可能性があると疑っていた。だが一緒に研究を続けるうちに父の仲間の研究員の中に悪人はいないと確信し、ブルームーンの能力で父は研究所関係者に紛れ込んでいるN星人の目を欺くために自ら汚名を被ったという真実を知り、父とも再会できた。
テレビ版第3話でYSP能力を開花させ、ブロッケンクロックと融合して妖怪HEROに変身できる能力を得る。
モチーフ妖怪はふぶき姫。
雷堂 メラ（らいどう メラ）
声 - 増田俊樹、村井美里（少年期）
Y学園の極悪番長と呼ばれる少年。YSP能力を持ち、獅子黒カズマと融合して妖怪HEROに変身する。スポーツ基準入学の中等部2年生。
正義感が強く義理堅い性格だが、学費と貧しい実家への仕送りのために学園マフィアから汚い仕事を請け負っていた。YSPクラブ所属後は学園マフィアと手を切りジンペイを兄貴分と慕う。第48話で奨学金を借りていたことが判明し返済のために喫茶店でアルバイトしていたが、N星人撃退などの功績が評価され特待生になり、奨学金の返済は免除された。
家族構成は母親、同じくY学園に通う妹のヒノコの3人。劇場版の回想シーンでは実家にはメラメライオンに酷似した幼い弟たちがいる描写もあった。
幼少期は喧嘩早い性格だったが、カズマと出会い「本当の強さ」を学んだ。火事に取り残された妹を助けて全国紙に取り上げられて以来、恥ずかしさで人助けはカズマにやらせるか、悪ぶった態度で行うようになった。
モチーフ妖怪はメラメライオン。
九尾 リュウスケ（きゅうび リュウスケ）
声 - 小林千晃
ナルシストな少年。女子生徒に非常に人気だが、なつきを見ると一時的に思考が止まる。芸能基準入学の中等部2年生で、テニス部・えんら先生研究クラブ（学園非公認）に所属している。メラとは犬猿の仲。学費はモデル業などで自力で稼いでいる。
YSP能力者。YSPウォッチの別バージョン「YSPウォッチ 零」を装着し、イズナと融合して妖怪HEROに変身する。
第30話では、かつてはお金持ちの家庭だったと判明した。
モチーフ妖怪はキュウビ。
臼見沢 ハルヒコ（うすみざわ ハルヒコ）
声 - 関智一
中等部1年A組の担任で担当科目は国語。生徒宿舎の管理人も務めている。自分が担任を受け持つクラスの生徒には無茶と言っても過言ではないほどの量の宿題を出す傾向がある。
裏ではナユの配下として暗躍している。当たった怨霊を凶暴化させる妖力が込められたカツラの毛を飛ばし、怨霊とジンペイたちが戦うように仕向けている。それをコマとクウカに暴かれてしまう。
正体はウィスパーが人間に転生した姿で、前世の記憶を持っている。特殊能力の持ち主で、地球を襲来してきたN星人に目を付けられてしまい、N星人に協力するフリをして、ナユ（エルゼ）に与えられたカツラの毛を使い怨霊を適度に強化させて、ジンペイたちのレベルアップを促していた。ジンペイがアースウォーカーに変身すると自動的にアシスタントの「OKハルヒコ」に変化し、彼を補佐する。
最終回では妖怪執事ウィスパーとして、エンマ大王やぬらりひょんと共に妖魔界の完全再建に尽力することを決意した。
園等 なつき（えんら なつき）
声 - 沼倉愛美
セクシーな養護教諭。ジンペイらにYSPウォッチを渡す。生徒たちからの人気も高く、特にジンペイとリュウスケからは度々妄想の対象になっている。劇場版ではメドゥーサに憑依されていた。
第39話ではスパイとして、セクシー女怪盗の格好でキラボシ共和国に潜入をしたが捕まってしまった。しかし、後に救出された。
モチーフ妖怪はえんらえんら。
大王路 エマ（だいおうじ エマ）
声 - 竹達彩奈
大王路キンヤの娘。エンマ大王と髪色が似ている。ジンペイに助けられて以降、彼に好意を抱いている。学力基準入学の中等部2年生で、なぎなた部の部長。
第21話で妖魔界が破壊され弱っていたエンマ大王が赤ん坊時代のエマに憑依し、力を蓄えつつ赤いオーラの守護霊として守られていることが判明した。本人もエンマ大王に助けられる夢を毎回見るため、YSPクラブと相談し、その人物が自分の前世だと思い込んだことがある。後に完全復活したエンマ大王に事情を説明され、正体を知った。
大王路 キンヤ（だいおうじ キンヤ）
声 - 大友龍三郎
Y学園中等部の学園長。娘のエマを溺愛している。厳格な人物だが、ノリが良くアイドル写真集やゲームを愛好する一面も持つ。妻であるタマヨの尻に敷かれている。
正体は先代閻魔大王（業炎）が人間に転生した姿で、前世の記憶を持っている。当初はエマが前世の孫のエンマ大王の生まれ変わりだと思い込んでいた。

#### 生徒会（中等部）
霧隠 ラント（きりがくれ ラント）
声 - 福山潤、日野まり（7歳時）
生徒会長。学力基準で入学し、現在は中等部2年A組に在籍している。UFO研究クラブの部長も兼任している。一人称は「私」だが、少年時代は「俺」と言っていた。
家族構成は父・母・妹のマリナ。幼少期にUFOを目撃したせいで自分以外の家族が宇宙人により消され（本来は自分も消されるところだったが、未来から来たアースウォーカーに助けられた）、それ以来敵に対抗する術を研究し続けている。対抗するために、クイズ大会でぶつかったマタロウにわざと盗聴器を仕込み、Y研の秘密を暴露してしまい、少年時代に知り合ったクマ子を退学させる原因を作ってしまった。クマ子が改造したエイリアンウォッチの力で妖怪HERO「ミストシャドウ」「DSギャラクシー」に変身できる。自らも妖力を持つが、YSP能力者なのかは不明。
当初はYSPクラブをよく思っていなかったが、N星人相手に共闘を重ねるうちに彼らのことを信頼するようになった。
第35話でエルゼメキアのビームから生徒会メンバーを庇って重傷を負い、さらにトドメの攻撃を受けて爆発と同時に消滅したと思われたが、実は事前にラントの死を予知したナユにより精巧に作られたアンドロイドと入れ替わっており、本物のラントはナユに保護されていた。
第43話で国家反逆罪の名目でエルゼに捕まり、その1週間後にレーザー光線で殺されそうになるが、間一髪のところで偶然キラボシキャッスルの柱が崩壊したことで難を逃れ、剣豪紅丸に助けられた。
第47話でエルゼメキア（ゾディアライア）を追い詰めるが、エルゼの過去を知り攻撃を止める。しかし、エルゼがマゼラによって殺戮の魔神（マゼラタイタン）にされそうになり、仕方なく介錯した。
第51話ではY学園本校舎にメテオが飛んでくるが、ゴリラガーダーを使用し命懸けで守ろうとする。しかし、ゴリラガーダーは壊れ死亡してしまうかと思われたが、精神世界にてエルゼと再会。エルゼの愛刀を貰い受けメテオを貫き、剣は消えてしまうがDSゾディアックへと変身した。
参歩 ツトム（さんぽ ツトム）
声 - KENN
生徒会の副会長兼UFO研究クラブ部員。IT基準入学の中等部2年生。ラントに関する記憶が消されている間は生徒会長になっていた。
金仁 コマカ（かねに コマカ）
声 - 石上静香
会計。学力基準入学の中等部2年生。
柿留 マックス（かきとめ マックス）
声 - 村井美里
書記。学力基準入学の中等部2年生。
布袋 カイト（ほてい カイト）
声 - 丸山智行
ラントのボディーガード。スポーツ基準入学の中等部2年生。

#### 風紀委員会/キラボシ共和国
学園敷地内にある風紀タワーを拠点に学園の風紀を監視している組織。治安維持組織「学園ポリス」と協力している。委員長のナユおよび多数の学園ポリスメンバーが宇宙人のコントロール下にある。第39話で生徒会による解散命令に応じるが、数日後に日本から独立した国家「キラボシ共和国」を建国した。風紀委員のほか、一部の生徒や民間人が魅力的な政策につられて国民になり、洗脳された。42話でY学園が月に転移している間に首都を氷漬けにする・1週間Gの雨を降らせる・全てのトイレに細工をするなどの手段で全ての国家を降伏させ、地球征服を完了したが、第45話で紅丸、ディープシャドウギャラクシーなどの活躍によって拠点のキラボシキャッスルが崩壊し、最終的にエルゼの消滅によりキラボシ共和国は解散した。
来星 ナユ（くるほし ナユ）
声 - P丸様。
Y学園風紀委員長。芸能基準入学の中等部2年生。ある時期を境にエルゼにコントロールされており、記憶消去や念動力などの能力を使える。
臼見沢と協力し、付き合っていると誤解されているが本当は臼見沢のカツラの毛に怨霊を強化する能力を与えていた。
元々は直接エルゼに憑依されていたが、16話での戦闘後にエルゼが天見エルナの体から遠隔操作しているアンドロイドに入れ替わっていた。アンドロイドはエルナの正体がYSPクラブに露見した後に用済みとして破壊された。
本物のナユは惑星「アンドロメダオス」のプリンセスで、限定的な未来予知能力を持つ。N星人の侵略で滅亡した惑星から1人だけ脱出に成功したが、自分だけ生き延びたことに罪悪感を感じ、償いとして地球をN星人の侵略から守ろうとしていた。アンドロイドと入れ替わった後は風紀タワーに監禁されていたが、臼見沢に助けられた。37話の回想シーンでラントにその事実と彼が数日後に死亡する未来を予見したことを打ち明け、ラントの身代わりとなるアンドロイドを用意した。第39話でジンペイたちに詳細を説明し、以後協力することになった。
エルゼ消滅後は再編された風紀委員会の委員長に就任した。
マタロウの中に、ティーダスとは別の力が眠っていることを看破しており、そのことをマタロウ本人に告げ風紀委員会に勧誘するが、固辞される。
天見 エルナ（あまみ エルナ）
声 - P丸様。
芸能基準入学の中等部2年生。天体観測部長→風紀委員長（35話～39話）→キラボシ共和国大統領（39話～47話）。エルゼに酷似しているが別人。エルゼに憑依されていた。
副田 チヨ（ふくだ チヨ）
声 - 沼倉愛美
元副委員長。学力基準入学の中等部2年生。宇宙人に寄生されていたがクウカの発明品で宇宙人が体内から離され、正気を取り戻した。その後は副委員長の座を降りた模様。
影野 シノブ（かげの シノブ）
声 - ななもり。
風紀委員。学力基準入学の中等部2年生。不器用な自分に何回もチャンスをくれたナユやエルナ（に憑依しているエルゼ）を尊敬しており、忠実に行動する。経緯は不明だが2人に寄生している宇宙人が同一であることや、N星人の目的を知っている。シノブ自身は宇宙人に寄生・洗脳はされていないが、エルゼが心の底に悲しみを持つと気付き、彼女を支えるべく自分の意思で協力している。
第28話ではキャンプの達人を名乗りキャンプ中のジンペイたちに接触し制裁しようとしたが失敗に終わった。後に風紀タワーに侵入したジンペイやマタロウを始末しようとしたが、2人の説得に加え自分をキャンプの達人として慕っていたことに動揺し、攻撃するフリをして彼らを逃がした。
エルゼ消滅後は彼女の心の支えになっていたという理由でN星人への関与については不問となり、再編された風紀委員会の副委員長に就任した。
堀須 シルベ（ほりす シルベ）
声 - 前田弘喜
学園ポリスの代表。IT基準入学の中等部2年生。キラボシ共和国建国後は生徒会側に属しており、43話では参歩ツトムの交渉で学園マフィアと和解した。
学園ポリス
全員が学力基準入学で、目元が隠れている。第39話のナユの説得で多数のメンバーが生徒会への協力を決めたが、キラボシ共和国に属しているメンバーも存在する。

#### 学園マフィア「スネークス」
Y学園生徒の反乱組織。占拠した体育倉庫を根城にしている。24話で宇宙人殲滅のために生徒会と協力関係を結んだ。
三又義 ノズチカ（みつまたぎ ノズチカ）
声 - 小野坂昌也、不明（少年期）
「スネークス」のボス・「ノーズ」。スポーツ基準入学の中等部2年生。YSP能力を持ち、分身術が使える。
帝王学を押し付け交遊関係すら管理する両親に反発し、生徒の自由を尊重するY学園に入学したが、そこでも人間関係が上手く行かずいつしか学園マフィアのボスになっていた。UFOから脱出してきたチアキを介抱しており、彼の過去を知る数少ない人物。
蛇山 チアキ（へびやま チアキ）
声 - 莉犬
「スネークス」の黒幕。芸能基準入学の中等部2年生。バイパーコネクターを使い妖怪HERO「スカイスネーカー」に変身する。自らも妖力を持つが、YSP能力者なのかは不明。
小学生のころにバンド仲間と共にUFOに拉致され、遺伝子操作の実験台にされたことで皮膚は鱗で覆われ、異常な軟体と耐久力を持つ。他人はおろか家族からも皮膚を気味悪がられてきたが、唯一自分の身体特徴を深く追求しなかったノズチカとは相棒のような関係になり、彼と一緒にY学園に入学した。学園マフィア所属後は生徒会に反発していたが、ラントも宇宙人に人生を狂わされた過去を持つことを知り、生徒会への協力を認めた。

#### Y研
Y学園の中でもトップクラスの頭脳を持つ生徒たちで構成された研究チーム。風紀委員会の策略で解散に追い込まれたが、クウカの働きかけで秘密裏に再結成された。
雲池 クマ子（くもいけ クマこ） / 七雲 クウカ（ななくも クウカ）
声 - 石上静香
天才科学者の少女。学力基準入学の中等部2年生。ラントとは2年前に出会い、彼に協力している。UFO跡地から回収した物質をエイリアンウォッチに改造した。小学生時代からラントに好意を抱いていた。
Y学園に進学後は「Y研」の主任研究員としてYSPウォッチを開発した。16話では風紀委員の策略で退学処分になり、さらにラントから疎ましく思われていると誤解し落ち込むが、実はラントからも大切に思われていたことを知り、明るい気持ちで学園を去っていった。
退学後は2ヶ月かけてトレーニングを重ね別人のようにスレンダーな体型になり、第26話で「七雲クウカ」として素性を隠しY学園に再入学した。芸能基準入学の2年生。副田チヨに寄生していたエイリアンの排除に成功した後、生徒会に入った。その後、第34話でYSPクラブやY研メンバーに自らのダイエットの軌跡を見せて自分がクマ子だと打ち明け、宇宙人に感知するNビーコンを渡した。後にモモと仲を組み、第43話では人間が持つガイアエネルギーで変身する新ウォッチを開発し、自らモモと一緒に変身をして「モモンガーレディ」となる。
モチーフ妖怪はうんちく魔。
博野 ハルキ（ひろの ハルキ）
声 - ジェル
Y研研究員。学力基準入学の中等部2年生。クマ子とは小学生時代からの研究仲間である。
宇佐 ヒヨリ（うさ ヒヨリ）
声 - 日野まり
学力基準入学の中等部2年生。モチーフ妖怪はUSAピョン。
小森 ヒロユキ（こもり ヒロユキ）
声 - 村井美里
IT基準入学の中等部2年生。モチーフ妖怪はヒキコウモリ。
真野 クロミ
声 - 石川由依
学力基準入学。
竹屋 ショウイチ
声 - 前田弘喜
IT基準入学。
横分 ヒロノリ
声 - 日向未南
学力基準入学。

#### 中等部1年A組
坂田 ハヤト（さかた ハヤト）
声 - 沼倉愛美
スポーツ基準入学。
根民 マスオ（ねたみ マスオ）
声 - 村井美里
IT基準入学。ゲスノートを手にいれ、サッカー部の坂田ハヤト、将棋部の桂馬アユム、軽音部の木田リストといった学園の人気者を次々とゲスにした。

#### その他のY学園生徒
タベケン
声 - 渡部建
芸能基準入学の中等部生徒。実況でバトルを盛り上げる。
試合あるところ、たとえ怪獣と巨大ロボとの対決にも駆けつけ実況する。放送できないセリフにはしっかり修正音が入る。
蝶野 マイ（ちょうの マイ）
声 - りりり
芸能基準入学の中等部3年生。チアリーダーの女子生徒。
大勢のチアリーダーたち・応援団の男子たちと協力しパワーアップしたメドゥーサのエネルギー源である「思春期のモヤモヤ」を打ち消し弱体化させた。
桶狭間 カンイチ（おけはざま カンイチ）
声 - 佐久間元輝
スポーツ基準入学の中等部3年生。応援団の男子生徒。
応援団を総動員し蝶野マイ率いるチアリーダーたちに協力、パワーアップしたメドゥーサのエネルギー源を打ち消した。
宮沢 あかね
声 - 沼倉愛美
学力基準入学の中等部1年生。フブキのクラスメイト。
桂馬 アユム
声 - 日野まり
学力基準入学の中等部1年生。将棋部の部長。
木田 リスト
声 - KENN
芸能基準入学の中等部2年生。軽音部の部長。
留科巣 ジョージ
声 - 増田俊樹
芸能基準入学の中等部3年生。映画部で監督を務めている生徒。
怒野 ランボー
声 - 前田弘喜
1年B組在籍。映画部所属。筋肉質な体が特徴的で、ゾンビアクション映画の主演に選ばれたが、友道くんを怖れて逃げ出した。その後はボディービルダー部に転部した。
時田 コウジ
声 - 村井美里
学力基準入学の中等部生徒。UFO研究クラブの部員。
矢追 ジュンジ
声 - 日向未南
学力基準入学の中等部2年生。UFO研究クラブの部員。
田町 トオル（たまち トオル）
声 - KENN
学力基準入学で、現在は中等部2年B組に在籍。低成績でアカテントラズ収容所に収監された生徒の1人。久留瀬イクトの友達。ジンペイやイクトらと共に脱走した。努力家で友達思いな性格。
久留瀬 イクト
声 - 木村良平
学力基準入学の中等部2年生。アカテントラズ収容所に収監された生徒の1人で、トオルの友達。ジンペイらの脱走に協力した。
実は優等生であり続けることにプレッシャーを抱えており、学園に戻りたくない気持ちから怨霊・スパルタ教師を生み出した。トオルの励ましで再起し、一緒にアカテントラズからの脱走を遂げた。
須波 ヌキオ（すっぱ ヌキオ）
声 - 近藤浩徳
学力基準入学の中等部3年生。学園新聞「Yタイムズ」の編集長。瓶底眼鏡をかけており出っ歯である。臼見沢により怨霊・スキャンダルメシアンに変化させられ、元に戻った後は完全に燃え尽きて情熱を失ってしまった。11話では元の性格に戻っていた。
徳田 ネナ（とくだ ネナ）
声 - 石川由依
学力基準入学の中等部2年生。Yタイムズ記者。怨霊の存在には懐疑的。10話の事件後に編集長に昇格した。
清田 テツ（きよだ テツ）
声 - 日向未南
スポーツ基準入学の中等部2年生で、巨大ロボ研究クラブの部長。背は低いが熱い性格でロボット愛はかなり強い。
テツを勇気づけるべく自分をスーパーロボットの操縦士と自称していた父親（声 - 丸山智行）を尊敬していたが、実際には平凡な作業員に過ぎないことを知り幻滅した。だが、モグラモス出現時に命がけで自分を助ける父親の姿を見て考えを改め、仲直りした。
早押 ワカタ
声 - さとみ
芸能基準入学の中等部3年生。クイズ研究クラブ会長。ナユ（エルゼ）の息がかかっており、クイズという体でYSPウォッチの所有者や開発者の情報を聞き出した。
ヨコキン
声 - KENN
芸能基準入学の中等部2年生。本名は横出キンゾウで学園一のYチューバー。
都治古 モリナ
声 - @小豆
学力基準入学の中等部生徒。ヨコキンに憧れている。モチーフ妖怪はトジコウモリ。
大空 サオリ（おおぞら サオリ）
声 - 沼倉愛美
学力基準入学の中等部1年生。第17話に登場した。小間サン太夫の初恋の相手。5月27日生まれ。
風呂具 ラム（ふろぐ ラム）
声 - 潘めぐみ
IT基準入学の中等部2年生。正義のハッカー研究会の部長。
乾 タカヒコ
声 - 日野まり
学力基準入学の中等部生徒。ドーベルの能力で一時的に犬化させられた。
調布 アン（ちょうふ アン）
声 - 潘めぐみ
芸能基準入学の中等部1年生で、フブキの同級生。アニメ第42話ではY学園が砂漠（実際は月）に転移したことによる強い不安から怨霊ワニワニ・パニックを産み出してしまった。
久野 イチコ（くの イチコ）
声 - 日野まり
IT基準入学の中等部2年生。忍者部の部長。
流石 キラメキ（さすが キラメキ）
声 - 石上静香
アニメ版最終回でY学園に編入してきた男子生徒。Y学園に新設された「MSP（モンスター・サモン・パワー）基準」で入学した。何らかの変身能力を持つ。

#### Y学園高等部
第53話からの新シリーズである「高等部編」に登場。Y学園には高等部があり、ジンペイたちが在校している中等部を攻撃して、退学させようとしている。中には中等部と同様、妖怪HEROに変身する生徒もいる。
芦矢 ライム（あしや ライム）
声 - 潘めぐみ
科学基準入学の高等部1年生。ジンペイにそっくりな少年で髪型が同じだが、髪の色が黄緑など細部が異なる。年齢はジンペイと同じだが飛び級で高等部に入学した。高等部生徒会の副会長であり、唯一豪万蛇に意見できる存在。魔神HERO「アシュラギルファー」に変身する。
正体は超古代文明・アトランティスで開発された無限エネルギー炉「オズマコア」によるエネルギーが、突然変異で人間の姿になり、意思を持った存在。オズマの討伐が使命だと考えていたが、突如として自分がオズマの分身であった事実を思い出し、星の意思に基づき、未来に起きる大戦争で地球上の全ての生物が死滅する未来を回避すべく、その元凶であるアトランティスを滅ぼそうとする。途中でオズマに取り込まれて自我を失うがアースマンに救出され、ジンペイやラントの励ましでアトランティスを滅ぼすためではなく、地球が滅びない道を探すために産まれてきたと気付いた。その直後にライムが以前に設計した恒星間宇宙船が完成したことを知り、地球の未来をジンペイたちに託して宇宙へ旅立っていった。
エルゼとは異なり、ライムのギャグ要素が低く、藤子プロ作品、『ポケットモンスター』シリーズ、トランスグローバルの日本語吹き替え版製作とは異なり、藤子スタジオ作品、デジモンシリーズ、『IGPX』と同様、ジンペイと何度か衝突し、自分の内面と戦っている。
豪万蛇　スグル（ごうまんだ スグル）
声 - 丹沢晃之
学力基準（中等部）・法律基準（高等部）入学の高等部2年生で、高等部の生徒会長。幼少期に失職中の父親の悪口を言った際に母親に「品位を失ってはいけない」と咎められて以来、品位を重視している。母親が無理がたたって病死した後に猛勉強し、奨学金制度でY学園に入学した。
自称学校経営コンサルタントの知帝来人に唆され、中等部が学園の品位を落としているとして、中等部の全生徒の退学を要求したが、マタロウの潜在能力により彼の記憶が脳内に流れ込んだことで怨霊やN星人との戦いの真相を知ったことで自らの誤解に気付き、中等部とも和解した。
須佐野 オウジロウ（すさの オウジロウ）
声 - 熊谷健太郎
スポーツ基準入学の高等部2年生。自警団「須ン選組」の局長。豪万蛇とは親友だったが、彼が生徒会長に就任し強硬的な態度を取るようになってからは逆らえず、便利な犬として扱われている。
阿万手 ラナ（あまて ラナ） / アマーナ・エトラムス
声 - 沼倉愛美
医療基準入学の高等部3年生。ジンペイたちに与するような行動を見せていたが、実は知帝来人に変装しタマヨと豪万蛇をけしかけ中等部に攻撃を仕掛けさせた張本人だった。魔神HERO「アマテライア」に変身する。
正体はアトランティスの指導者。オズマに対抗可能な妖力のエネルギーを集めるために遥か未来（ジンペイたちの時代）にタイムワープし、中等部と高等部を戦わせていた。最後は地球の未来を守るために、アトランティスを宇宙に移住させることを決意した。
大王路 タマヨ（だいおうじ タマヨ）
声 - 石川由依
Y学園高等部の学園長。キンヤの妻でエマの母親。高等部エリアでは絶対的な権力者として恐れられており、施設内のあらゆる商品やポスターなどが彼女を模したものになっている。

#### その他のキャラクター
九尾リュウスケの家族
父親（声 - 前田弘喜）、母親（声 -石川由依）、兄のタツトシ（声 - 丸山智行）と愛犬のブロンソン。かつては金持ちの家庭だったがリュウスケがY学園に入学後に事業に失敗して、今は一からやり直して質素に暮らしている。金持ちだった頃は家の教えに厳しくリュウスケも家に息苦しさを感じていたが、現在は穏やかになりリュウスケにとっての帰りたい場所となっている。
コマ母ちゃん
声 - 遠藤綾
サン太夫の母親。第31話ではコマが心配でY学園に訪ねてきた。相手を叱る時は尻にバッテンマークのワッペンを縫い付ける。後に怨霊"バッテンママギラス"に変身した。
コマ父ちゃん
声 - 丸山智行
サン太夫の父親で落語の大師匠。
ナオキマン
声 - Naokiman Show
シアトル出身のミステリー系YouTuber。アニメのプロローグや一部の回で心霊現象、超常現象、世界の不思議を解説する。たまにジンペイは困ったら、ナオキマンの動画を見ることもある。
後藤 進（ごとう すすむ）
声 - 不明
国語教師。かつてはY学園の生徒で、ノートくん（ゲスノート）の持ち主だった。自分の過去の経験からいじめに遭っている生徒を鼓舞している。
茶李井（チャ・リィ）
声 - 関智一
Y学園にある洋菓子店「チョコレートファクトリー」の経営者。一時はキョンシーを利用したインチキ占いチョコに手を染めるが、ジンペイやリュウスケとのバトル後に初心を思い出して改心した。
グロサワアキオ
日本映画の大物映画監督。Y学園の出身であり、映画部のOBで部長兼監督を務めた。

### 怨霊・妖怪
ゴロミによると、怨霊は「人間や物質の思念が生物のような形に具現化した不安定な存在」、妖怪は「怨霊が安定化し、独自のアイデンティティを得た存在」として定義されている。
その他「怪獣」や「メカ」などと呼称されているキャラクターもいるが、便宜上この欄に記載する。
バケーラ
声 - 小野友樹
赤い化け猫の怨霊。
ジンペイに憑依して妖怪HERO「剣豪・紅丸」に変身する。ジンペイたちの仲間になる前は巨大化能力を持っていた。強い者が好きで自分を負かしたジンペイに懐く。かつては第3のYサークルに封印されていたが、バケーラ自身はその時の記憶を持っていない。
ゴロミ
声 - 石川由依
黄色い猫型の妖怪。プライドが高く、イケメン好き。尻尾のコルク銃で攻撃する。一人称は「あたい」。
何者か（声 - 木村良平）にある役目を託されYサークル内に封印されていたが、本人はその役目を忘れている。
ジンペイと融合して妖怪HERO「ワイルドボーイ」になる。
ブルポン
声 - 沼倉愛美
2番目のYサークルに封印されていたスライム型の妖怪。妖怪HEROに纏いつき、エイリアンの変身解除ビームからガードした。マイペースな性格。3匹の中で唯一、ミケッティオ時代の記憶を持っている。
Yメダルを食べる度に成長し、最終的に背の高い二足歩行の猫型妖怪に変化した。成長後は回復術などの魔法が使える。
ミケッティオ
声 - 津田健次郎
空亡と並ぶ凶悪妖怪と呼ばれる猫妖怪。重罪を犯しムゲン牢獄に封印されていたが、妖魔界の崩壊と同時に魂が3匹の猫妖怪（バケーラ、ゴロミ、ブルポン）に分離し、人間界に散らばった。常に気だるげな態度を取るが、本質的には好戦的かつサディストで、邪魔な相手は容赦なく殺そうとする。ただしマイペースなジンペイのボケに翻弄される場面もある。
36話で復活しドーベルをバラバラにするほどの戦闘力を見せるが、素となった3体の妖怪がジンペイと絆を結んだ影響で不完全な状態になっている。体を安定させるためにジンペイを殺そうとするも失敗し、全員が記憶を取り戻した後に3枚の変身メダルの力でジンペイと強制的に融合させられ、妖怪HERO「アースウォーカー」になった。その後は再び3体の猫妖怪として分離し、ジンペイがYメダルで召喚した際などにミケッティオの姿に戻る。
第3のYサークルで発見された、ジンペイの「猫にマタタビ」という声に反応して電撃が発生する首輪を付けられたため、渋々協力しながらも隙を見てジンペイを殺そうとしていた。だがY学園復興祭の設営時に召喚された際には自分でも困惑しつつ資材調達を手伝い、最後はジンペイと一緒にキンヤに悪戯を仕掛けて決めポーズを取るなど意気投合し、心の底ではジンペイを気に入ってる様子を見せた。その光景を見たクウカはもうジンペイを襲う心配は無いと気付き首輪を外した。
コマジロ
声 - 遠藤綾
プリチー族。アルマジロの怨霊。普段はサン太夫のポケットの中に潜んでいる。鳴き声は「クムクム」。元々は小間家の守り神だった。
サン太夫に憑依して妖怪HERO「リトルコマンダー」に変身する。身体のサイズを変えることで標的に貼り付き、発信機のようにメドゥーサの居場所を突き止めた。
イズナ
声 - 石上静香
フシギ族。キツネの怨霊。
リュウスケに憑依して妖怪HERO「ナインテイル」に変身する。
獅子黒 カズマ（ししぐろ カズマ）
声 - 日野聡
Y学園の制服を着た不良少年のような風貌の怨霊。高い身長を持ち、寡黙で冷静沈着な性格。
メラに憑依して妖怪HERO「獅子王」に変身する。
生前は、いじめに遇った幼少のメラに喧嘩などの指導していた師匠のような存在だったが、人助けしようとトラックによる交通事故にあい、この世を去ったものの、心残りをもったメラの残像として再会する。メラの妹・ヒノコが通っていた塾で火事が起き、火傷を負いながらもメラと共に巻き込まれたヒノコを救い、メラの子分になった。以後はメラの指示で人助けをしていた。トワイライト7の2つ目「透明ヤンキー黒沢さん」の正体である。
怨霊なりたてのころの服装はY学園の制服ではなく、生前と同じ黒の学ランだった。
モモ
声 - 小桜エツコ
ピンク色のモモンガの怨霊。呼び出すと人が数人乗れるサイズで実体化する。
つるぎの塔の最上階から脱出する際、背中にジンペイとエマを乗せて滑空飛行した。好物は「チーズ」。語尾に「○○ですねぇ」が付き、登場時に「モモだよー」と言う。驚く時は「モヒョー！」と言う。ジンペイからは「デブネズミ」と不本意な名前で呼ばれているが、第29話以降は「モモ」と呼ばれることが多くなる。いつもドジで悪ふざけをしており、可愛いが少し下品なところがある。第43話でクウカのパートナー怨霊になり、彼女に憑依して妖怪HERO「モモンガーレディ」に変身する。
メドゥーサ
声 - 木村佳乃（映画版・特別出演）/沼倉愛美（ゲーム版『ワイワイ学園生活』）
レジェンド怨霊で七不思議の1つ目。
思春期のモヤモヤをエネルギー源としており、恋愛禁止という校則を作るに至った張本人。校則を破り恋愛に走った者を大蛇に変えて従わせていた。大蛇になった生徒は、頭頂部に刺さった三つ又の棘を抜けば元の姿に戻すことができる。
漫画版では第1巻のラスボスとして登場。人間界を怨霊のための世界に変えるべく、配下の怨霊を各界で活躍するY学園の卒業生にとりつかせたり、オヤノメを使い邪魔な学園長親子やYSP能力者を処分しようとしていた。蛇の目を見た人間を石化させる能力を持つ。
トグロス
メドゥーサが変形した姿。
タマゴ
球状の身体に鋭い鎌と短い足が生えた第二形態。
オヤノメ
エマにとりついていた怨霊。とりついた人間の家族を襲う。家族喧嘩やいざこざの原因とされている。
その性質から学園長を狙っているため、エマと共に「つるぎの塔」最上階に隔離されていた。柔軟な体躯は斬撃を無効化するが、弱点である炎を浴びると柔軟さを失い弱体化する。漫画版ではメドゥーサの配下。
望原 カナ（のぞみはら カナ）
声 - 花澤香菜
ジンペイの初恋の相手で、ストリートミュージシャンの女子高校生。
実はプロのオーディション寸前に交通事故で死亡するも未練から怨霊になっていたが、本人は自覚していなかった。追田の計らいで既に自分の歌のファンが沢山いたことに気付き、最後のライブを終えた後に成仏した。
追田 駿三（おいた するぞう） / オ・イーター
声 - 福山潤
カナにストーキングしていたオタクのような怨霊。
生前は人間である日カナの音楽を聴いて感激するが、その矢先にうっかり階段から落ちて死亡し怨霊と化した。
指先を強く押すことで電子機器を操作することができ、SNSを通じて大勢のカナのファンを集めた。ジンペイとサン太夫がYSPウォッチを入手する前に出会ったため、メダル化できなかった。
巨大サラリーマン宮沢さん（きょだいサラリーマンみやざわさん） / サイクロプス
声 - 利根健太朗
七不思議の2つ目。
生前は宮沢幸雄というあかねの父親で、後輩想いで責任感の強いサラリーマンだった。後輩のミスを庇って平謝りしている光景を見たあかねに、「小さくて情けない」と泣きながら言われたことをずっと気にしていた。そんな中、歩きスマホによる不注意で資材に潰されそうになった後輩を助けて死亡したことで巨大なサラリーマンの怨霊となり、娘に一言謝ろうとY学園を徘徊していた。最後は真相を知ったあかねと和解し、生前のサイズに戻った。
サイクロプスは臼見沢が放った毛で凶暴化した姿。
ブロッケンクロック / クロックマン
声 - 利根健太朗
七不思議の3つ目。
特定の対象の時間を操る振り子時計の怨霊。その能力でフブキを、起床から犬の糞を踏むまでのタイムリープの中に閉じ込めたり、自身が攻撃を受ける前の時間に戻したりと苦戦させたが、振り子の動きを止められると能力を発動できなくなる。
元々はヒデオとヨシエという夫婦が購入した壁掛け時計だったが、老後に余命宣告を受けたヒデオがY学園に寄贈したのを捨てられたと誤認し、人間嫌いになった。真相を知った後はフブキのパートナー怨霊になった。
ノートくん / ゲスノート / ゲスパイダー
声 - 近藤浩徳
七不思議の4つ目。
名前を書かれた人をゲスにするノート型の妖怪。消しゴムで名前を消すと効果は打ち消される。
元々は後藤先生が、Y学園生徒時代にいじめっ子の怨み節を書いていたノートに感情が宿った姿。後藤の母親により捨てられたが、それを後藤本人が捨てたと思い込み、人々をゲスにする能力を得た。後に自分のお陰で後藤がいじめを克服し、教師への道を目指したことを知り和解した。
キョンシー / ムキムキキョンシー
声 - 前田弘喜、丸山智行 / 増田俊樹
七不思議の5つ目。
5体おり、融合するとムキムキキョンシーになる。エクササイズのようにダンスを踊るのが得意。一般人に姿を見せることもできる。
かつて中国で新人時代の茶李井のチョコレートを食べたことで彼と出会い、茶李井の指示で、透明になり人を操ることでフォーチュンビターブラックの占いを強制的に実現させていた。
友道くん / ジャンボ友道くん
声 - 戸松遥
七不思議の6つ目。
映画に映り込んで呪いをもたらすと言われている男の子のゾンビ。へそにあるキノコから出る菌を浴びた人間は同じ姿のゾンビになる。キノコを取ると元に戻る。
生前は25年前にY学園で映画部に所属していた少年・友道ケン。撮影中に転落死し、その未練から出演する予定だったゾンビ映画の設定に関連する能力の怨霊と化した。後に幼馴染のグロサワアキオと再会を果たし、CGにより自分が活躍する映画が完成したのを見て成仏した。
トイレの花子 / 花子さん
声 - 竹達彩奈
七不思議の7つ目。
『妖怪ウォッチ』に登場するブキミー族に属する花子さんとは別の怨霊。
トイレに出現する定番の怪異。遊園地のような世界にある城に住んでいる。「お友達」の影響を受けてイマドキなノリのいい性格になった。喧嘩を見ると妖力が暴走し、マリオネットのように相手を操り翻弄させる。
生前は物を消す特殊能力を持つ人間。トイレにかくれんぼした時に誰も見つけてくれず、さらに無意識にトイレの外の空間を消してしまい、落下して怨霊化した。寂しさで能力が暴走し、全国各地のトイレに花子の空間に通ずる異空間が発生するようになり、多くの子供たちが迷いこんできた。本人も多くの人の人生を狂わせたことを後悔していたが、クロックレディの能力で執事を除く全ての人間が元いた時代に戻った。
スパルタ教師 / 狂暴スパルタ教師
声 - 利根健太朗、前田弘喜、丸山智行
新たなる謎・トワイライト7の1つ目。
Y学園の補習施設「アカテントラズ収容所」の教官。なぜか生徒たちに学習とは関係ない筋トレばかりやらせていた。その正体は久留瀬イクトの思念から生まれた怨霊。
スキャンダルメシアン
須波ヌキオの悪意が、臼見沢の妖力でダルメシアン型に具現化した姿。炎を操る。倒された後は元に戻った。
ビンキチ / カマガエール
声 - 日野まり
蛙の怨霊。凶暴化すると体がピンク色になり、両手が鎌に変化する。トワイライト7の5つ目。
生前はキンヤがペットとして可愛がっていたカエル。キンヤが気付かずにアイドル写真集に挟んでしまい死亡し、そのまま写真集と融合した。何度捨てても戻ってくる写真集という怪現象を起こしたが、バトル後に写真集から脱出でき、最後はキンヤにお礼を伝えて成仏した。
アイニー / ジゴクアサシン
声 - 村井美里
試作中のゲーム「剣と魔法と嵐山」に搭載されたAI。トワイライト7の6つ目。
ゲームのプレイヤーともっと遊びたい想いが高まり、ロボットを操りゲームの敵キャラ「ダークアサシン」に変装し、テストプレイヤーたちを襲った。事件後はマタロウが持つスマホの検索アプリに搭載された。
ゴッドウンチクマーズ
声 - 石上静香
ジンペイのミスでY研本拠地にあったロボットたちが合体し、暴走した姿。トワイライト7の7つ目。取り込んだメダルの必殺技を使うことができる。
ソウルパックン / ダークソウルパックン
声 - 丸山智行
人の魂を食らう植物型の怨霊。「作品に魂がこもっていない」と言われた小説家・筆留益男（声 - 日野聡）の復讐心が具現化した。
筆留や知人の書店従業員を捕食したあと、小説研究会の大空サオリ（声 - 沼倉愛美）を操り、彼女に恋した男子生徒たちを捕食した。倒された後は捕食された全員が解放された。
黒田鬼徹 / ブラック鬼ャメラ
声 - 前田弘喜
コンビニ「Yマート」の先代店長が霊体化した姿。店の防犯カメラにとりつき、跡を継いだ息子の鬼一（声 - KENN）を見守っていた。
鬼一がミュージシャンの夢を諦めていないことを見抜き、歌を動画サイトに投稿する、コンビニ経営をやめさせるために奇妙な客を大量に呼び寄せるなどの、遠回しな手段で後押ししていた。
凶暴化するとカメラと一体化し、ズームアウトした相手を実際に縮小する能力を使える。
サーカス団長 / デスコンダクター
声 - 利根健太朗
とりついた人を超能力者にする怨霊。凶暴化するとサーカスの動物を出現させて攻撃する。
元はサーカス団長を務めていた絡繰人形だったが、捨てられた後に怨霊化した。過去に出会った少年・外楽ユウリ（声 - 木村良平）の「他の人を楽しませたい」という想いと共鳴し、彼にとりついていた。
ゼンセーライセー
声 - 利根健太朗（ゼンセー）、前田弘喜（ライセー）
前世解明クラブの前野ゼンに取り憑いていた2体の怨霊で、いきぴったりの連携技とお笑い芸人の漫才の話し方をする。ライセーが未来予知能力をもつ。剣豪紅丸を手こずらせたが、新しい必殺技を会得したリトルコマンダーに動きを止められ敗北する。
極悪門番
声 - 大友龍三郎
キンヤ学園長のコンピューター内の電脳世界にある、学園長の姿をしたセキリュティガーディアン。臼見沢先生の能力でコンピューターに潜入しての怨霊の姿。
メダツコトスキー/メディアギガース
声 - 丸山智行
人の注目をエネルギーにしているピエロ風の怨霊。生前はドイツのサーカスで働くイワノフスキーという大道芸人。不慮の事故で死亡した後に動画サイトの存在を知り、目立ちたい想いが強まり怨霊化した。自身と同じく承認欲求の強いYチューバーのヨコキンにとりついていた。
メディアギガースは臼見沢の妖力で後述のジミナディーヌと合体した姿。ヨコキン動画の視聴者を画面越しに連れ去り、ゾンビに変えて操った。
ジミナディーヌ
声 - 石上静香
イワノフスキーの妻・カトリーヌが夫の暴走を止めるために怨霊化した姿。Y学園生徒の都治古モリナにとりついていた。
魚キングデッド（ぎょうキングデッド）
声 - 村上裕哉
魚のゾンビ化になった怨霊。元々キャンプ場の川に住んでた川魚のブラックバスだったが、マナーの悪い釣り人により陸上に捨てられて死亡し怨霊化した。ラントに一度倒されるが、ナユ（エルゼ）により凶暴化させられ4匹に増殖した。
モヒカン五郎（モヒカンごろう） / メガモヒコング
声 - 佐久間元輝
Y学園内にある動物園の人気のゴリラ。その後動物園を脱走して、ジンペイたちが来ているキャンプ場にあたりに逃げ込んだが、きのこ狩りに行こうとしているジンペイ、コマ、マタロウを見て襲おうとしたが失敗し、シノブの落とし穴に落下して死亡し怨霊化した。
逆恨みでジンペイらを襲おうとするが失敗し、さらにナユ（エルゼ）により凶暴化させられた。
ザ・ホーム
声 - 前田弘喜
人の記憶を読み取り自分の家だと思い込ませ、油断した相手を喰らう家型の怨霊。自らを物質に変え完全に実体化することで、YSPウォッチのサーチモードでも反応しなかった。
九尾の実家に擬態し彼を食べようとしたが、数々の違和感から正体を見破られた。
ワニワニ・パニック / ワニワニ・クライシス
声 - 前田弘喜
調布アンの不安感から産まれたワニの怨霊。
テラミン
声 - 日野まり
ライムのパートナーである緑色の猫妖怪。
オズマ
声 - 日野聡
アトランティスの無限エネルギーから産まれた怪物。
ケスゾー
声 - 津田健次郎
透明巨大スライム。Y学園の校舎を次々と透明にした。
エンマ大王 / エンマダイ・シュンスケ
声 - 木村良平
妖魔界の大王。妖魔界が破壊されて力が弱っていたため、赤ん坊のエマに憑依し、力を蓄えている。エマの夢に出てきた人物の正体。憑依している間も赤いオーラとしてエマを守護している。
キンヤを人間に転生した先代閻魔大王だと見抜き、「じいちゃん」と親しく呼ぶ。人間界を脅かす凶悪な存在が現れたため実体化し、キンヤと計画を立てようとした途端、まだ本調子ではないせいか心臓あたりが苦しそうになり、エマのオーラへ戻った。
マゼラやブラックアーミーなどの宇宙から襲来した侵略者に妖魔界を滅ぼされる寸前に妖怪たちの魂を人間界に転移させて完全な滅亡を防いだ。
第32話ではジンペイたちにアドバイスする形で彼らと初対面を果たす。第42話でN星人の攻撃からY学園と生徒たちを避難させるために学園全体を月に転移させ、そこで自身の正体とYSP能力者が妖怪の転生であることを明かした。第50話で身体の完全復活を果たし、理事長エンマダイ・シュンスケとして作戦の指揮を執る。
ぬらりひょん
声 - 子安武人
かつてエンマ大王を支え、エンマ大王と一緒に妖魔界を納めていた最強の妖怪。本作品ではエンマ大王同様身体を失い、僅かに残った小さな魂となって彷徨った後、ある生物の中で睡眠状態だった。その後、妖力が回復してからはぬらり師匠と名乗り、ジンペイと小間の幼少期に妖力の使い方を伝授した。最終決戦前に再び現れ、全員のパワーアップを行った。
暴走魔天・空亡
声 - 内田直哉
かつて妖魔界を滅亡寸前にまで追い込んだ妖怪。中等部と高等部の戦いで放出された妖気を吸収して完全復活したが、器としての力に目覚めたマタロウに取り込まれた。

### 宇宙人

#### N星人
本シリーズの敵対勢力。過去に妖魔界や数々の惑星を滅亡させ、現在は地球侵略を企んでいる。
マゼラ / マゼラタイタン / マゼラボルト
声 - 白熊寛嗣
ミューゼ
声 - 近藤浩徳

リゲル / リゲルHG
声 - 前田弘喜
エルゼ
声 - P丸様。
来星ナユや天見エルナに憑依している異星人。エルナに憑依中はぶりっ子のような口調で喋り、UFOからの光線を浴びることで「侵略魔少女エルゼメキア」に変身する。だが第38話で「侵略魔少女エルゼメキア」はただのコスプレであると告げ、真の姿である「ゾディアライア」へと変身した。
第35話でラント（の身代わり）を消滅させ、ジンペイたちから怨霊や宇宙人に関する全ての記憶を奪ったが、第36話から第37話でラントの働きかけと新しくパワーアップしたウォッチをジンペイに渡ったことで記憶を取り戻された。
キラボシ共和国の大統領として全ての国を降伏させ地球征服を完了し、第43話でラントを捕まえて処刑しようとしたが失敗に終わり、紅丸やディープシャドウギャラクシーなどの活躍によって、キラボシキャッスルは崩壊、キラボシ共和国は壊滅的な被害を受け、エルゼはN星人の宇宙船に乗って逃げた。
第46話ではエルゼの過去が明らかになり、エルゼは氷の惑星コーリー星の女王であった。しかし、マゼラに氷の巨神で挑むもオゼロ王子（声 - 細谷佳正）とアナン（声 - 梶裕貴）（2人はエルゼの親友）を殺され、さらにコーリー星の民を人質に取られて配下になった。これは臼見沢がY学園の図書室にたまたま、エルゼの惑星であるコーリー星の歴史書を見つけて、エルゼの過去を知った。
マゼラの配下になって以降は残虐な侵略者として振る舞うが、地球侵略の際はなるべく犠牲者が最小限に留まるような方法を取り、他者を殺害せざるを得ない場合は複雑な表情を見せていた。
第47話には天見エルナの体を解放し、ゾディアライアとしてY学園に総攻撃をかけた。戦闘のダメージやマゼラの強大な力による負荷が蓄積して行動不能になったところをラント（DSギャラクシー）に倒されかけるが、臼見沢とアースウォーカーの能力でエルゼの過去を見たためラントは攻撃を止める。だが失望したマゼラにより殺戮の魔神に変化させされそうになったため、ラントにその前に自分を倒すよう頼み、それを受け入れたDSギャラクシーによってエルならびにゾディアライアは倒された。最後はラントに抱きかかえられて、コーリー星やその民を救えないことを悲しみ、マゼラを倒すという願いを託して消滅した。
第51話ではラントの精神世界に現れ、自分自身やコーリー星の力を与えてラントを「ディープシャドウゾディアック」にパワーアップさせた。
ドーベル / シン・ドーベル
声 - 佐藤健輔
マゼラが送り込んだエイリアンで犬の傭兵。かなり高い戦闘力を持ち、猫妖怪のバケーラやゴロミは本能的に恐怖を感じていた。
かつてはドギー星という惑星で暮らしていたが、星が異星人に侵攻され壊滅状態に陥った際に仲間に身代わりになって助けられた。以後仲間の思いを背負って傭兵として戦い続けてきたが、復活したミケッティオにバラバラにされて倒された。後に、ドーベル・ベイダーとして復活する。
ドーベル・ベイダー
声 - 佐藤健輔
N星人の技術でドーベルがサイボーグに改造された姿。ライトセーバーを使って攻撃する。かつて自身を倒したミケッティオへの復讐を果たそうとするが、ミケッティオの姿を見ることすら叶わずに剣豪紅丸に敗れる。
ピットブル
声 - 近藤浩徳
マゼラが送り込んだピットブル型の宇宙傭兵。ドギー星出身。戦闘員としてダルメシアン型のロボットを利用している。アースウォーカーに倒された。
グレイエージェント
声 - 利根健太朗
グレイの姿をした宇宙人。目撃者の始末やN星人にとって有用な人間の拉致などを行っている。
その正体は一種の霊体エネルギーで構成された生命体で、肉体を持たない代わりに他の生物や物体に寄生して自在に操れる。自身の構成要素とは対極の方向性を持つ人間の妖気が弱点。
ブラックアーミー
声 - 近藤浩徳
UFOから出現した怪物。妖気を乱しワイルドボーイ以外の変身を強制解除するオーラを出せる。合体すると「ビッグブラック」になる。
ブラックデイモン
声 - 前田弘喜
戦闘員。マゼラにより約10万体が世界各地に配置され破壊活動を行うが、妖怪HEROにより10分で全個体が倒された。
メテオゴン
ゴーケツ族（ぷにぷに）。マタロウが未来視したY学園に落ちてくる巨大隕石の内部に潜んでいた巨大怪獣。
アニメ第41話ではエルゼメキアに2体召喚されたがガッコウガーの攻撃であっさり倒された。後にマゼラにより約1万体のメテオゴンが地球各地の休火山に配置されるが、全個体がアースウォーカーNOAに10分で倒された。
モグラモス
声 - 近藤浩徳
ワン・イン・ブラック
イヌー特命隊
リーダーのプー（声 - 石川由依）、パワー担当のトサン（声 - 近藤浩徳）、スピード担当のハスキアン（声 - 村井美里）、おバカな性格のアキコ（声 - 日野まり）、無口な性格のドルルー（声 - 沼倉愛美）で構成されたチーム。
アニメ版では第41話でエルゼが刺客として送り込みジンペイたちと戦う。チアキのかつてのバンド仲間を戦闘遺伝子として取り込んでいる。
鮫木 ホジロウ（さめき ホジロウ）
声 - 近藤浩徳
マゼラ直属の鮫型の宇宙傭兵。フブキを殺害しかけるも、覚醒したマタロウの変身したティーダインに敗れる。

#### その他の異星人
来星ナユ

ウードリヒ・サギータリア
声 - 村井美里
月に暮らす「U星人」の48代目皇帝。月がN星人に攻撃されて、脱出ポッドが地球のY学園に不時着し、エマをはじめとするY学園生徒からウサギの「ウー助」として可愛がられていた。地球では言葉を話すことができないが、月では会話が可能。最後は月に転移したY学園を自らが持つ特殊能力で地球に戻し、涙ながらにジンペイたちと別れるも、結局一緒に地球に戻ってきてしまった。
ティーダス
戦士の星・タイトロン星出身。息子の期待に応えるべく特訓を重ね惑星最強の戦士に上り詰めた。だがマゼラの襲撃で家族も仲間も失い、反撃を誓いながら隕石として地球に逃亡するが、偶然マタサブロウに衝突して死亡させてしまい、詫びとして彼の来世であるマタロウに宿り、進むべき道を示してきた。普段は屈強な男性だが、マタロウに合わせて少年の姿になることもできる。第52話にてマタロウと共にハカイヤーDXをマゼラの元へと運ぶ際に霊体を維持できなくなり、マタロウに別れを告げつつ転生した時はマタロウと再び友達になることを約束し消滅した。

### 妖怪HERO・魔神HERO・イニシエ妖怪HERO
大きく分けて妖怪・怨霊・異星人との融合やN星人由来の技術で変身する「妖怪HERO」、魔神ウォッチで変身する「魔神HERO」、過去シリーズに登場した古典妖怪などと融合して変身する「イニシエ妖怪HERO」の3種類が存在する。
剣豪紅丸（けんごうべにまる）
声 - 小野友樹
イサマシ族（ぷにぷに） / ゴーリキ族。ジンペイとバケーラが融合した姿。武士道を重んじる性格。怨念や煩悩を断ち切る「霊剣断絶丸」で敵を斬り捨てる。
ワイルドボーイ
声 - 石川由依
フシギ族（ぷにぷに）。ジンペイとゴロミが融合した姿。アメリカンな性格で、二丁の銃で敵を攻撃する。他の妖怪HEROと異なりブラックアーミーのオーラへの耐性を持つ。
ブルームーン
声 - 沼倉愛美
フシギ族（ぷにぷに）。ジンペイとブルポンが融合した姿。人の記憶の中に入り込める。
アースウォーカー
声 - 潘めぐみ
イサマシ族（ぷにぷに）。ジンペイとミケッティオが融合した姿。身勝手だがクールな性格で、ヨーヨーを武器とする。人の記憶を読み取り、その瞬間にタイムスリップする能力を持つ。
アースウォーカーNOA
声 - 潘めぐみ
ジンペイとミケッティオがぬらりひょんの特訓によりパワーアップし、専用メダルで変化した姿。NOAは「Nurarihyon Official Authorize（ぬらり印）」の意味。変身後は、マゼラの部下のリゲルが変身したリゲルHGをグランゾートネコスカドライブで瞬殺し圧倒的な力を見せつけた。
マゼラとの最終決戦の最中に体内に「新生妖魔界」が誕生し、そこに暮らす数々の妖怪たちから妖力を送られてパワーアップした。
アースウォーカーNOAアーマード
声 - 潘めぐみ
アースウォーカーNOAが専用メダルでリトルコマンダーAと融合した姿。
ブラックキャット
声 - 潘めぐみ
ジンペイが新生妖魔界から送られた妖力でパワーアップした姿。
漆黒丸
声 - 田村睦心
ブキミー族（ぷにぷに）。元々妖力が強い代わりに制御不能だったブラックキャットが、ぬらりの「ぬらの一反」によって妖力を制御され誕生した姿。当初はぬらりから「ブラックキャットNOA」と名付けられたが、ジンペイが却下。その後ジンペイが「まっくろくろ丸」と名付けようとするがマタロウが却下した。「漆黒丸」の命名はマタロウ。
ティーダイン
声 - KENN
ポカポカ族（ぷにぷに）。マタロウとティーダスが融合した姿。他の人間の潜在能力を引き出したり、負傷を回復させる能力を持つ。
ラストティーダイン
声 - 井上麻里奈
ポカポカ族（ぷにぷに）。ティーダインの強化形態。マタロウの「仲間を守れるヒーローになりたい」という想いから誕生した。
MTバウンサー
声 - 井上麻里奈
マタロウと暴走魔天・空亡がイニシエ合体した姿。
リトルコマンダー
声 - 遠藤綾
プリチー族（ぷにぷに） / オマモリ族。サン太夫とコマジロが融合した姿。体のサイズを小さくし、素早い動きや細かい作業を得意とする。機械音声のような声で話す。第21話でサン太夫が、密かにモモとの夜の公園でタイヤ特訓で得た新必殺技「無重力ハンド」を使い、怨霊・ゼンセーライセーの動きを止めるサポートに成功した。
リトルコマンダーA
声 - 遠藤綾
プリチー族（ぷにぷに）。サン太夫がぬらりひょんとの特訓によりパワーアップし、専用メダルでコマジロと融合した姿。変身時の決めゼリフをラップで披露している。
ザシキコマンダー
声 - 遠藤綾
サン太夫とざしきわらしがイニシエ合体した姿。
獅子王（ししおう）
声 - 日野聡
ゴーケツ族（ぷにぷに） / ゴーリキ族。メラと獅子黒が融合した姿。炎系の技で攻撃する。
メカ獅子王
声 - 日野聡
獅子王がメカ化した姿。
ナマハゲ王
メラとなまはげがイニシエ合体した姿。
ナインテイル
フシギ族（ぷにぷに） / モノノケ族。リュウスケとイズナが融合した姿。
テング・ザ・ナイン
リュウスケと天狗がイニシエ合体した姿。
クロックレディ
フシギ族（ぷにぷに） / ツクモノ族。フブキとブロッケンクロックが融合した姿。時間を操り、特定範囲内の存在の動きを鈍くする。小型の分身を出現させてサポートさせることも可能。
ニンギョレディ
ニョロロン族（ぷにぷに）。フブキとにんぎょがイニシエ合体した姿。
ミストシャドウ
ラントがエイリアンウォッチの力で変身した姿。
ディープシャドウギャラクシー
オーバードライブメダルによってミストシャドウが強化した形態。
ディープシャドウゾディアック
DSギャラクシーがエルゼやコーリー星の力でさらに強化された形態。
ディープシャドウ・エンシャント
ラントと麒麟がイニシエ合体した形態。
モモンガーレディ
プリチー族（ぷにぷに）。クウカとモモが融合した姿。
スカイスネーカー
ニョロロン族（ぷにぷに）。チアキがバイパーコネクターの力で変身した姿。ギター「オロチ8ヘッド」でヘビーメタルを演奏しながら戦う。
ロクロ・ロックス
チアキとろくろ首がイニシエ合体した姿。
ザ・バイパー
ノズチカがバイパーコネクターの力で強制的に変身させられた姿。デザインは『シャドウサイド』に登場したミッチーに酷似している。
バイ・カッパー
ノズチカと河童がイニシエ合体した姿。
エルゼメキア
プリチー族（ぷにぷに）。エルナが宇宙人の力で魔法少女風に変身した姿。
ゾディアライア
プリチー族（ぷにぷに）。エルゼメキアが専用のウォッチで、仮面をつけた魔女風に二段変身した姿。
アシュラギルファー
ポカポカ族（ぷにぷに）。芦矢ライムの変身した姿で阿修羅に力を与えられた魔神HEROである。
テラノーグ
フドウライザー
豪万蛇スグルが変身する魔神HEROで不動雷鳴剣を使う。
スサノブレイダス
須佐野オウジロウが変身する魔神HERO。
アマテライア
阿万手ラナが変身する魔神HERO。
アースマン
声 - 小野友樹
妖魔界の禁断奥義でジンペイたちが合体して誕生した光の巨人。